# Łobez
Łobez (niem. Labes) – miasto w północno-zachodniej Polsce, w województwie zachodniopomorskim, w powiecie łobeskim, siedziba gminy miejsko-wiejskiej Łobez, położone nad rzeką Regą na Wysoczyźnie Łobeskiej.
Z woli rodu Borcke Łobez (Labes) został miastem w roku 1275.
Według danych GUS z 30 czerwca 2021 r. Łobez liczył 9977 mieszkańców i był pod względem liczby ludności 24. miastem w województwie zachodniopomorskim.

## Położenie

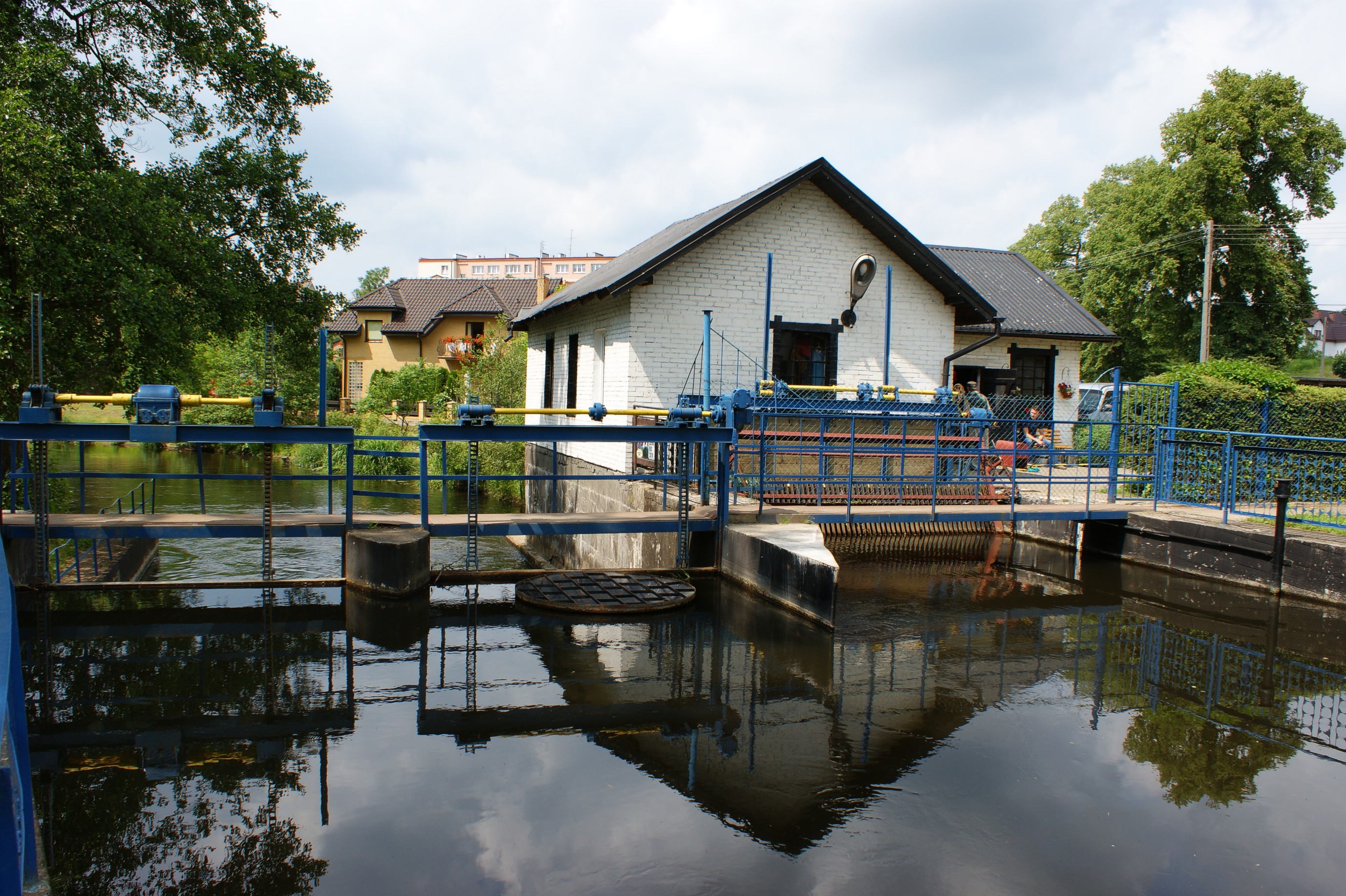
Mała elektrownia wodna na Redze w Łobzie

Miasto Łobez znajduje się w środkowej części Pomorza Zachodniego, na Wysoczyźnie Łobeskiej, nad rzeką Regą, u ujścia do niej strugi Łoźnicy. Krzyżują się tu trzy drogi wojewódzkie: 147, 148 i 151. Odległość do Morza Bałtyckiego wynosi stąd około 70 km, do stolicy województwa – Szczecina jest stąd zaś 90 km.
Według danych z 1 stycznia 2009 powierzchnia miasta wynosi 11,75 km².
Części miasta tworzą także Łobzówek, Łośnica, Świętoborzec oraz Wodnik. Ponadto bezpośrednio w okolicy miasta położone są następujące wsie: Dalno, Łobżany, Niegrzebia, Suliszewice, Przyborze oraz osada Trzeszczyna. Łobez leży także w pobliżu jezior Karwowo, Jezioro Strzemielskie (Biały Zdrój), Chełm, Klępnicko, Helka, Jurkowo, Dybrzno i innych.

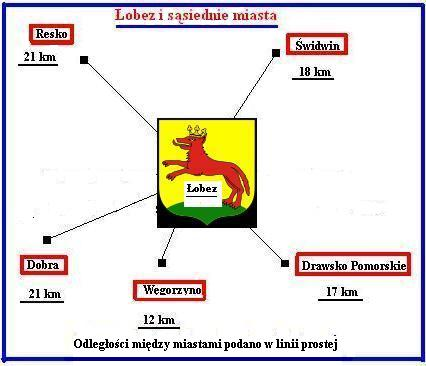
Łobez i sąsiednie miasta: Dobra, Drawsko Pomorskie, Resko, Świdwin i Węgorzyno. Odległości w linii prostej według programu

### Plan miasta

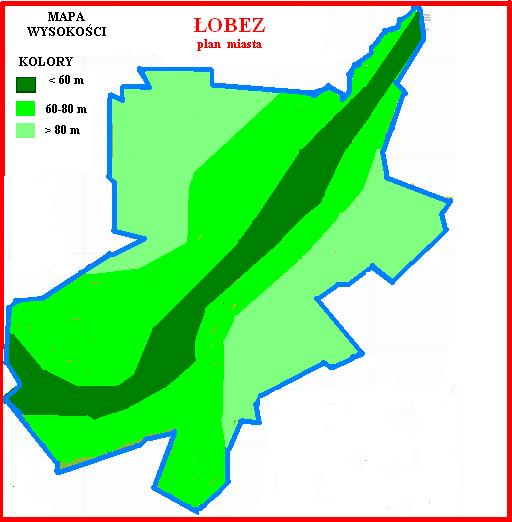
Łobez – plan miasta z uwzględnioną wysokością w metrach. Na podstawie programu Wysokosc.mapa.info.pl

### Klimat
Łobez położony jest w strefie umiarkowanie ciepłego morsko-kontynentalnego regionu klimatycznego, z wyraźną przewagą wpływów morskich. Według klasyfikacji klimatu Köppena i Geigera ten klimat został sklasyfikowany jako Cfb. Na tym obszarze temperatura średnia wynosi 8,3 °C (7,5 °C). Opady roczne wahają się tutaj w granicach 526 mm (650–720 mm). Okres wegetacyjny, rozpoczynający się na początku kwietnia, trwa tutaj 210–220 dni, a liczba dni z pokrywą śnieżną to średnio 57,6 dnia. Temperatura w okresie wegetacyjnym to 12,4 °C, a w okresie od V do VII to 14,9 °C, gdzie w tym okresie liczba godzin słonecznych w ciągu dnia to ponad 7 godzin. Na ziemi łobeskiej przeważają wiatry zachodnie.

## Symbole Łobza
Miasto Łobez ma następujące symbole

### Herb Łobza
Herbem Łobza jest wizerunek wilka w koronie, który został zapożyczony od rodu Borków, dawnych włodarzy Łobza, Reska i Węgorzyna posiadających w herbie dwa (a nawet trzy) czerwone wilki na złotym tle. Z rodu tego wywodził się np. Czarny Rycerz z Łobza, sprzyjający Polsce rycerz, poseł i rozbójnik Maćko, przeciwna wprowadzeniu protestantyzmu Faustyna i spalona na stosie Sydonia. Przedwojenny herb Łobza nosił datę 1400, kiedy to Borkowie potwierdzają prawa wcześniej nadane wydając dokument, w którym dokładnie podają granice miasta. Część tego dokumentu głosi: …my Borkowie wszyscy podpisani niżej, tak obecnie żyjący, jak i nasi potomkowie ze czcią daliśmy i teraz dajemy naszemu miastu Łobez przywilej i wolność, która jest w tym dokumencie określona. Najpierw dajemy mu pola i łany leżące w jego granicach, które zostaną niżej określone…. Łącznie posiadłość Łobza liczyła 100 łanów.

### Flaga Łobza
Flagę gminy stanowią kolory: żółty, zielony i czerwony, ułożone w równych częściach równolegle względem siebie. W górnym rogu przy drzewcu umieszczony jest herb.

## Historia

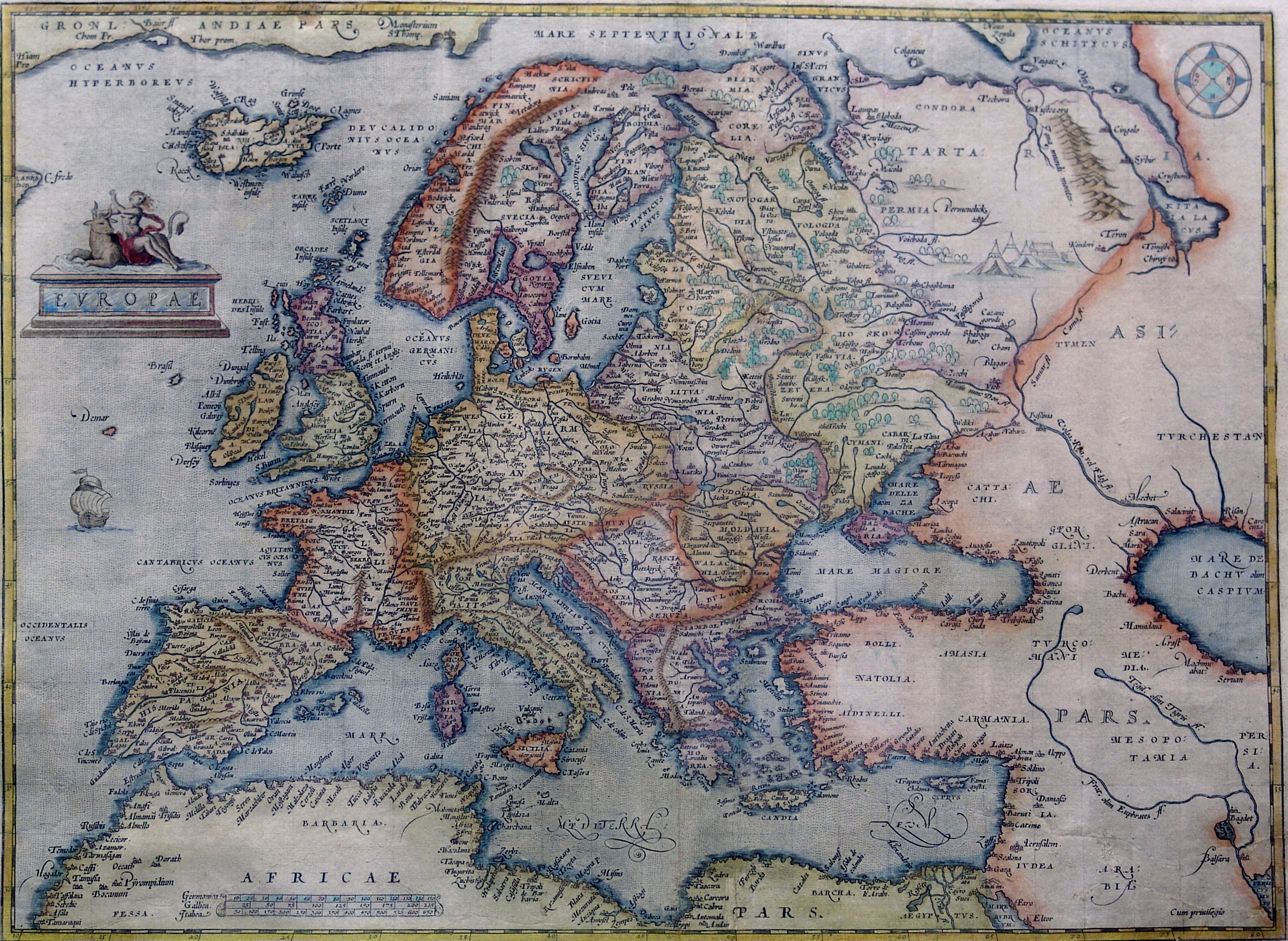
Mapa Orteliusa (1570–1609)

Monochromatyczna mapa Lubinusa z 1618 r.

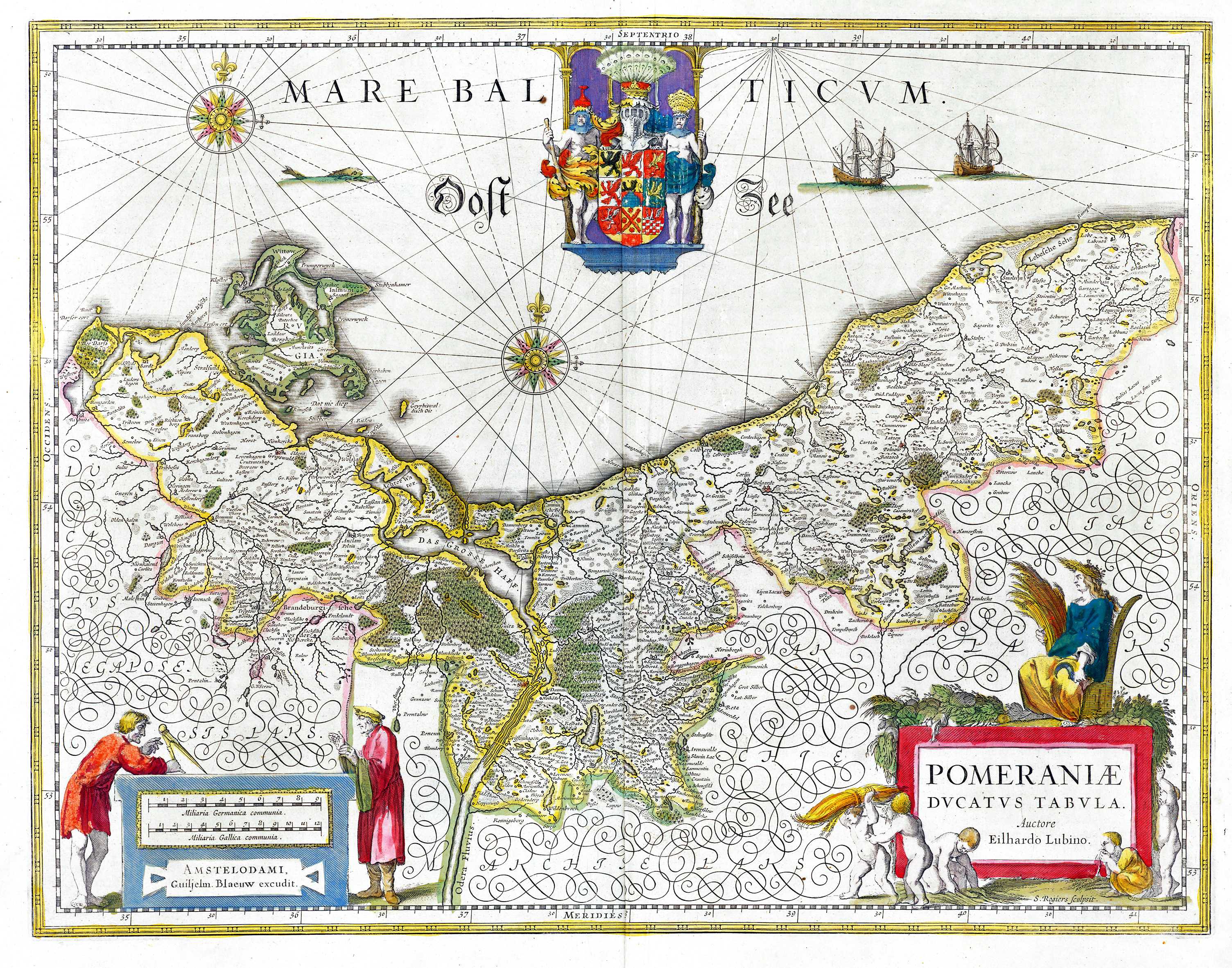
Wielka Mapa Pomorza z 1635 r. – Willem Blaeu na podstawie mapy Lubinusa

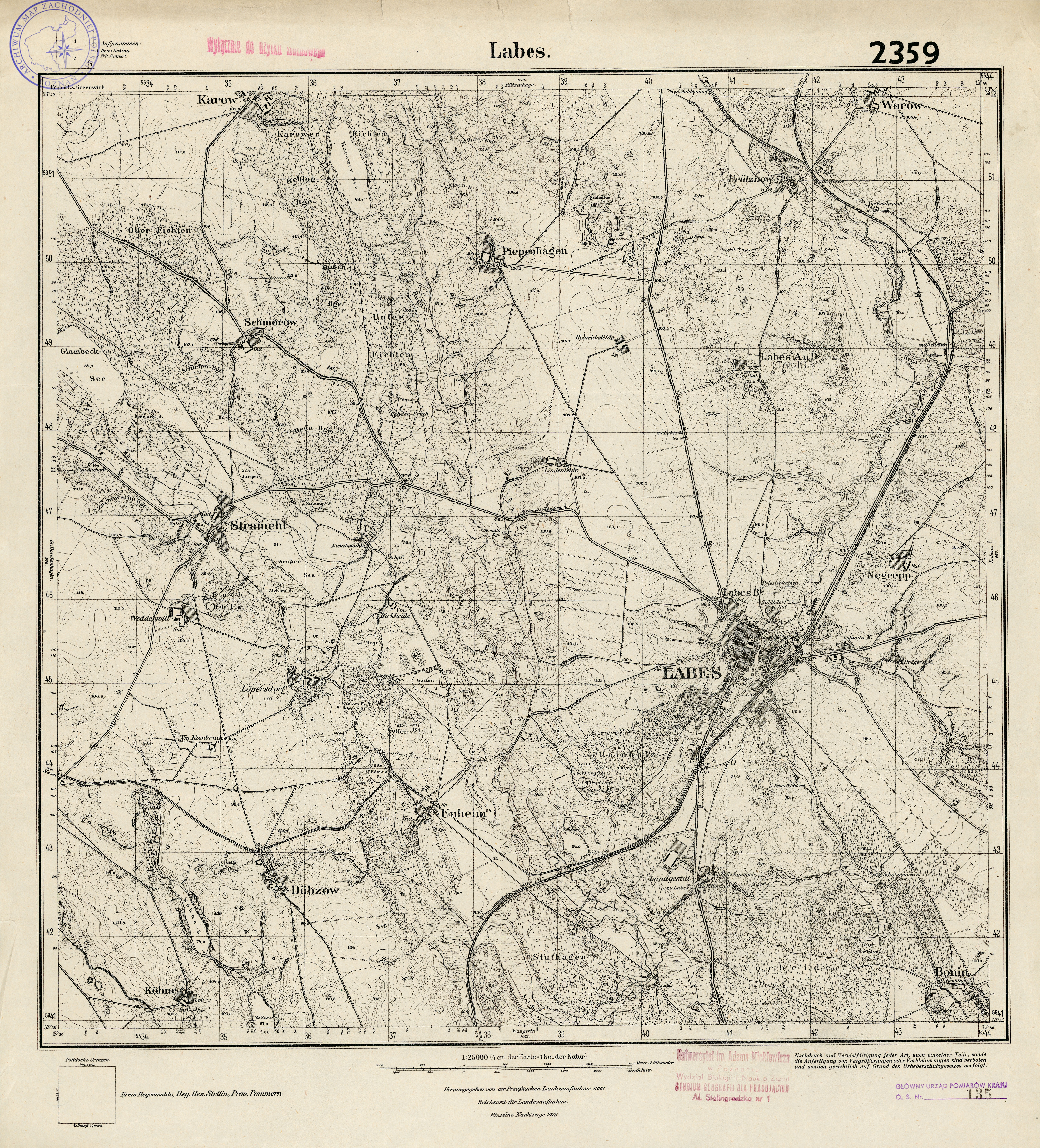
Mapa okolic Łobza (1929)

We wczesnym średniowieczu powstał na prawym brzegu Regi gród obronny Pomorzan, przy którym wytworzyło się podgrodzie. Podgrodzie stało się zalążkiem miasta – skupiała się tam ludność rzemieślniczo-handlowa, pełniło też funkcje administracyjno-wojskowe. Obszar został włączony do państwa polskiego przez Mieszka I ok. 967 roku. W roku 1114 pojawiła się wzmianka o Łobzie, gdzie wymieniony został w dokumencie Bork z Łobza, a następna jest z roku 1247, gdzie sprzedający majątek Siemyśl nazywają siebie Borkami z Łobza, a następna wzmianka pochodzi z 1271. Jest w nich mowa o rycerzu Wolfie Borko (Borko z Łobza) jako panu na Łobzie – „dominus de Lobis”. Dalsze losy Łobza łączą się z losami rodu Borków, którzy byli właścicielami miasta i okolic.
Z woli rodu Borcke Łobez (Labes) został miastem w roku 1275. Łobez znalazł się wśród miejscowości, które jako pierwsze na Pomorzu Zachodnim otrzymały prawa miejskie, w 1348 zaś dostał potwierdzenie swoich praw miejskich według prawa lubeckiego. W XIV wieku występuje już burmistrz i rada miejska. Wtedy też Łobez otoczono murami, które przetrwały do XVIII wieku. W 1460 uzyskał własne sądownictwo. Borkowie wznieśli też w Łobzie zamek, który przetrwał do XVIII wieku. W roku 1295 przy podziale Pomorza obszary nad Regą z Łobzem przypadły wołogoskiej linii książąt pomorskich. W 1648 miasto weszło w skład Brandenburgii, a od 1701 w skład Królestwa Prus, które od 1871 weszło w skład Cesarstwa Niemieckiego. W latach 1818–1945 miasto administracyjnie należało do powiatu Regenwalde, początkowo z siedzibą w Resku, a od roku 1860 z siedzibą w Łobzie.

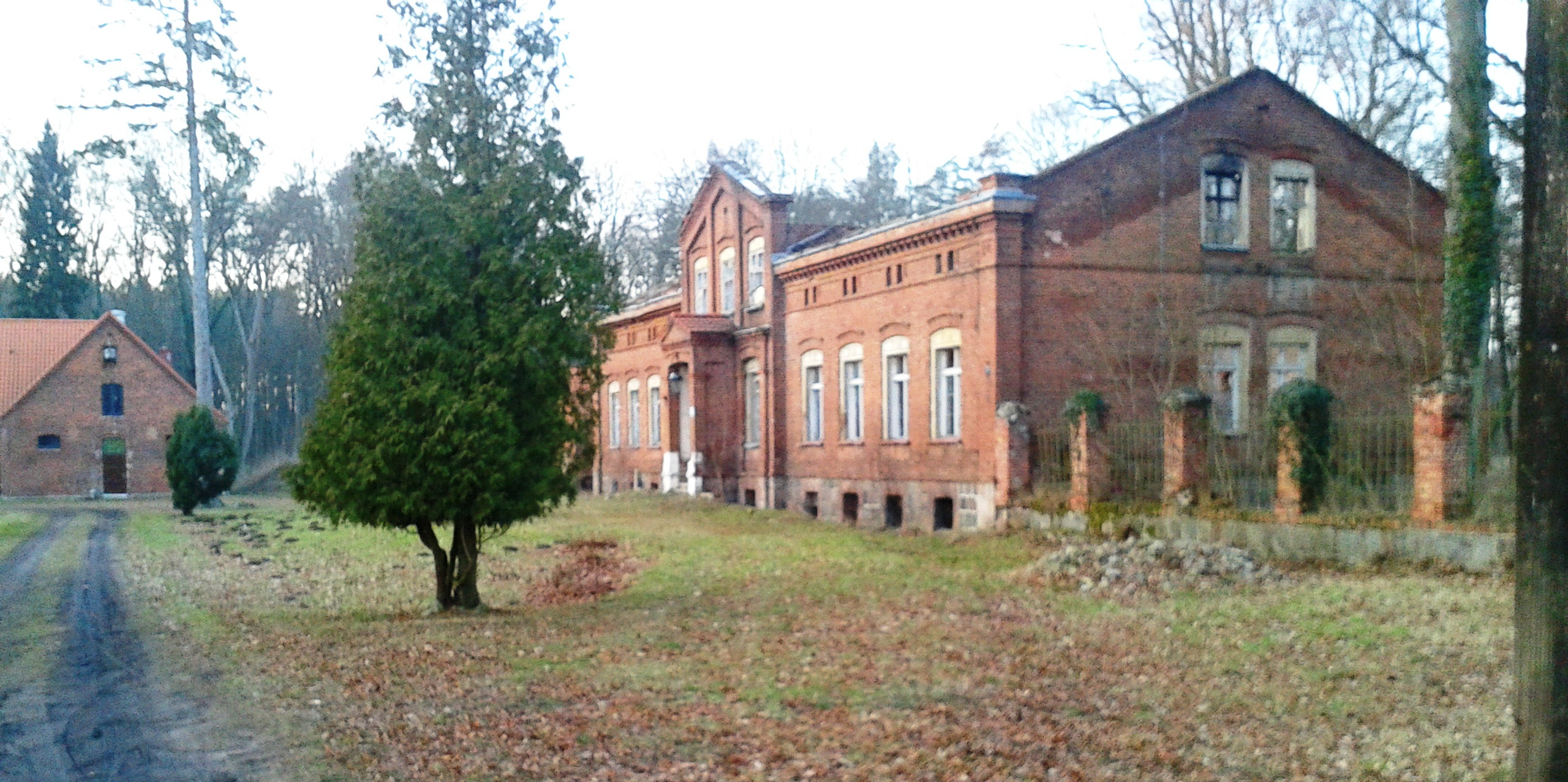
Świętoborzec – dworek dyrektora w stadzie ogierów

Decyzją władz Królestwa Prus w Świętoborcu w roku 1876 powstaje Pomorska Stadnina Koni w Łobzie (Pommersches Landgestüt Labes), której założycielem i pierwszym dyrektorem zostaje Julius von Schlütter (wcześniej komisaryczny koniuszy – nominacja z rąk barona Ferdinanda von Münchhausena w dniu 10 kwietnia 1876). Julius von Schlütter pochodził ze Stade i przez wiele lat był oficerem dragonów w Celle. W roku 1874 wystąpił z wojska i wraz z częścią swoich podwładnych brał czynny udział w budowie łobeskiej stadniny. Zasadniczym zadaniem stadniny było uszlachetnianie koni hodowanych na Pomorzu, gdzie już w 1887 roku stado liczyło 200 ogierów, przeważnie półkrwi arabskiej.
Nocą 2 marca 1945 koniuszy Johannes Althaus ze stadem około 350 koni i źrebiąt (w tym koni pełnej krwi) ruszył na zachód, aby w ten sposób uratować przed Armią Czerwoną łobeskie konie. W Konarzewie k. Nowogardu zostają zatrzymani przez Rosjan, tam postrzelony Althaus zmarł 3 marca 1945. Łobeskie konie zostały zagarnięte przez Rosjan i razem z młodymi chłopcami (Niemcami) pilnującymi stada oraz 17 zatrzymanymi w międzyczasie Francuzami (jeńcy z obozów pracy) wywiezione na Krym i w góry Kaukazu. Tylko niewielka część hodowli zachowała się w Łobzie (według byłego weterynarza stadniny – dr. Froehlicha).

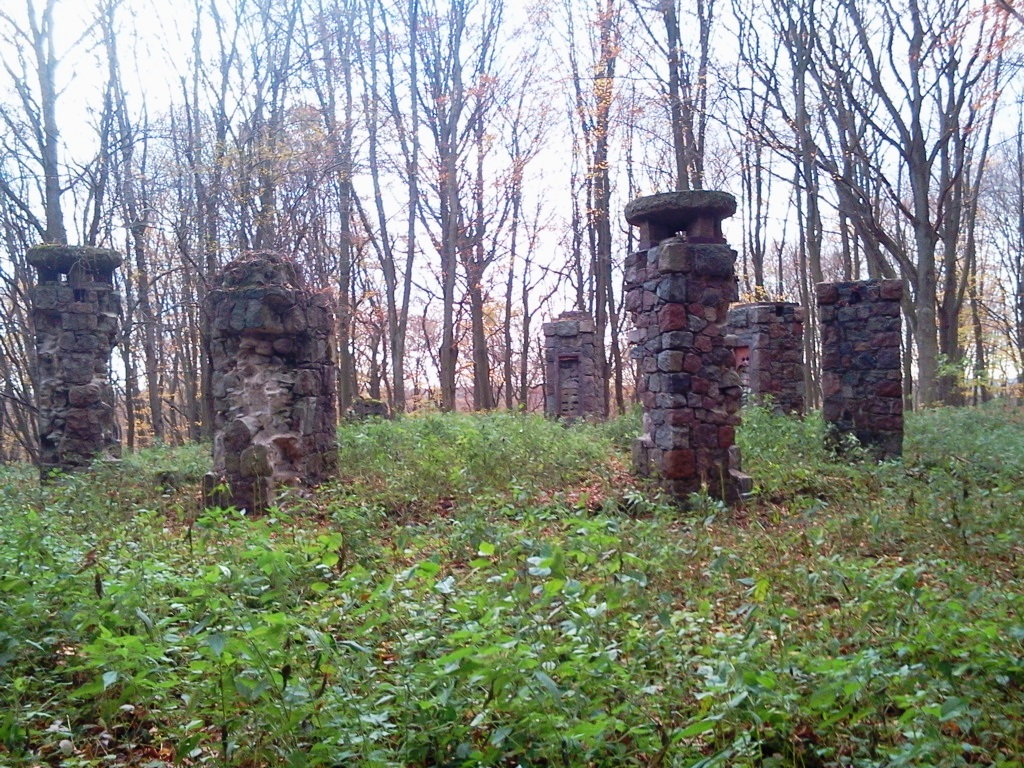
Pomnik Rolanda w Łobzie – pozostałości (2013 r.)

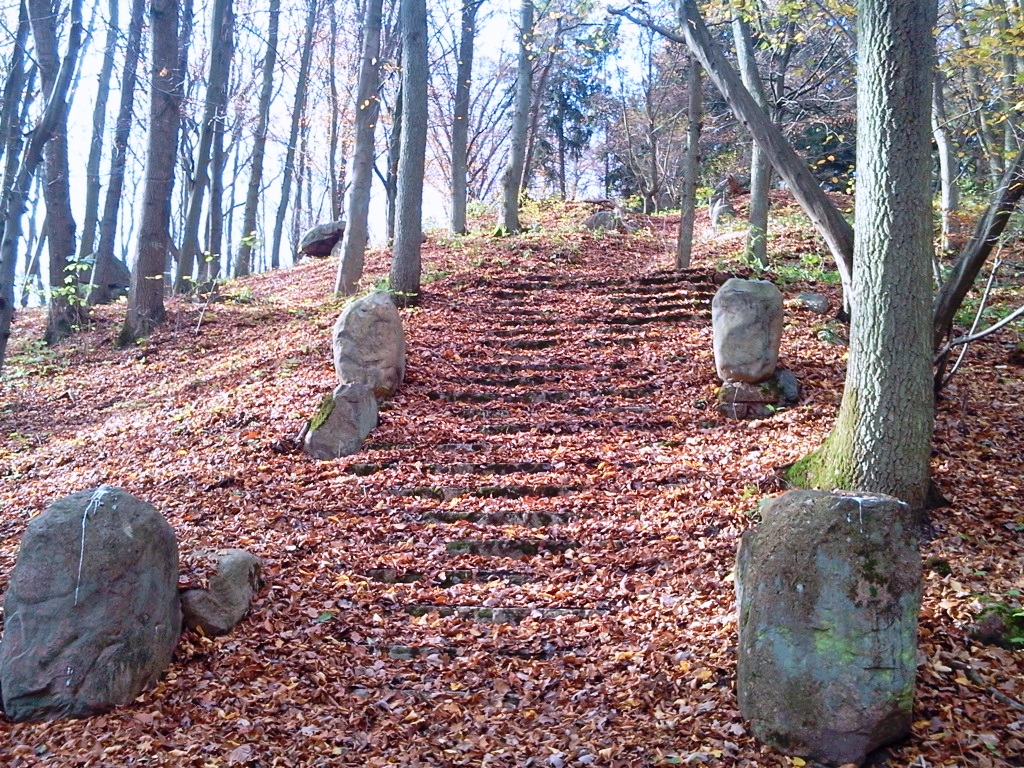
Kopiec Rolanda (2013 r.)

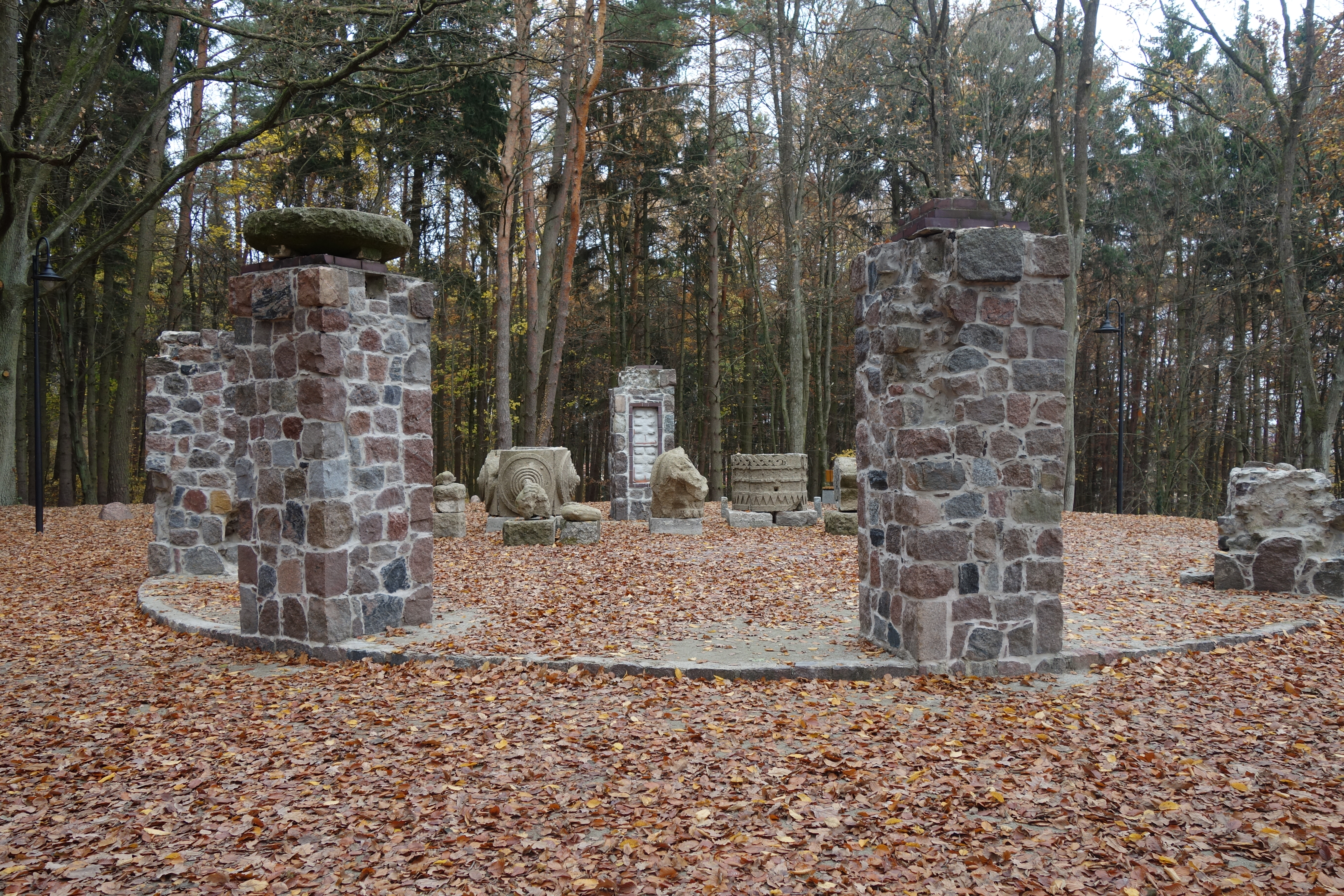
Pomnik Rolanda po rewitalizacji (2018)

W roku 1922 mieszkańcy miasta postanawiają uczcić pamięć 208 poległych na I wojnie światowej mieszkańców Łobza i postawić im pomnik Rolanda na specjalnie usypanym do tego celu Kopcu Rolanda, gdzie całość budowy ma zostać sfinansowana z dobrowolnych darowizn i zbudowana w czynie społecznym z pomocą 1096 bezrobotnych osób. Autorem projektu został berliński rzeźbiarz Hans Dammann, a całość opracowała pracownia Fritza Richtera-Elsnera (1884–1970). Nad całością prac związanych z budową pieczę miał porucznik Schultze. Mieszkańcy miasta przepracowali łącznie 4850 godzin, przewieźli 1360 m³ ziemi i około 300 ton materiału kamiennego sprowadzono do budowy budowli megalitycznych (Megalit, Kromlech, Kamienie runiczne), gdzie na stoku kopca sztuczne kurhany wznosiły się stopniowo w górę. Pomnik wraz z postumentem mierzył 10,5 m i był widoczny z każdego punktu miasta, a sam Kopiec Rolanda (Wzgórze Rolanda) ma obecnie ok. 100 metrów wysokości. Licząc od poziomu obecnego cmentarza rzeczywistą wysokość kopca można szacować na kilkanaście metrów. W dniu 1 sierpnia 1926 miało miejsce uroczyste odsłonięcie pomnika, przedstawiającego rycerza na cokole oraz 7 kolumn. Na odsłonięcie przybył prezydent Rzeszy (Republiki Weimarskiej) – Paul von Hindenburg. Koszt cementu do odlania postumentu, cokołu kolumny i figury pomnika szacuje się na 25 tys. marek. Jeżeli podliczyć wartość wszystkich prac oraz koszty materiałów, wynosiłyby one razem ponad 80 tys. marek. W roku 1931 wytwórnia filmowa Kulturfilm Erich Puchstein nakręciła niemy 12-minutowy film Heldentum – Volkstum – Heimatkunst (Inna nazwa: Die Stadt im Osten) o pomniku Rolanda z widokiem na Łobez (reżyser – Fritz Puchstein 1893–1968).
W czasie II wojny światowej Niemcy utworzyli w mieście dwa podobozy pracy przymusowej obozu jenieckiego Stalag II D. W 1945 r. miasto zostało dotkliwie zniszczone (68%). Łobez został zajęty 3 marca 1945 r. po ostrzale artyleryjskim z Suliszewic i nocnych walkach z fanatykami z Hitlerjugend (kompanie bojowe Jagdkommandos uzbrojone w granatniki przeciwpancerne panzerfaust) przez żołnierzy Armii Czerwonej (1 Gwardyjska Armia Pancerna 1 Frontu Białoruskiego, 44 Gwardyjska Brygada Pancerna, dowódca: płk Iosif Gusakowski (1904–1995), później generał), 108 Gwardyjski Pułk Czołgów Ciężkich i oddział łobeskich partyzantów, Polaków i (prawdopodobnie) osób innej narodowości (Rosjan, Francuzów, Włochów lub Serbów), którzy zbiegli z okolicznych obozów jenieckich lub miejsc pracy przymusowej (w powiecie obozy jenieckie liczyły łącznie od 2849 do 3476 osób, a łącznie z robotnikami przymusowymi wykorzystywano w powiecie 5–6 tys. osób różnej narodowości, a w Łobzie istniały w czasie wojny dwa obozy pracy). Następnie do Łobza weszli żołnierze polscy z 43 Pułku Artylerii Lekkiej (dowódca: mjr Ilia Sadowski) (6 Brygada Artylerii Lekkiej), którzy stoczyli potyczkę 6 marca 1945 w Świętoborcu z oddziałami X Korpusu SS (dowódca: gen. por. Günther Krappe 1893–1981) w sile 20 czołgów i ok. 500 żołnierzy. Straty niemieckie to ok. 200 żołnierzy (zabitych lub rannych), a pozostali poddali się, a straty polskie to kilku poległych oficerów (porucznik Aleksander Segal – zastępca dowódcy ds. polityczno-wychowawczych 6 Brygady Artylerii Lekkiej, porucznik Jan Córuś, kapitan Michał Pisariew, podporucznik Fedor Dołganin, podporucznik Maśnikow i podporucznik Mieczysław Niewidziajło (którego ojciec Franciszek Niewidziajło dokonał symbolicznego aktu zaślubin Polski z morzem), którzy zginęli w walce wręcz i kilku poległych żołnierzy (kanonier Kowalski i inni).

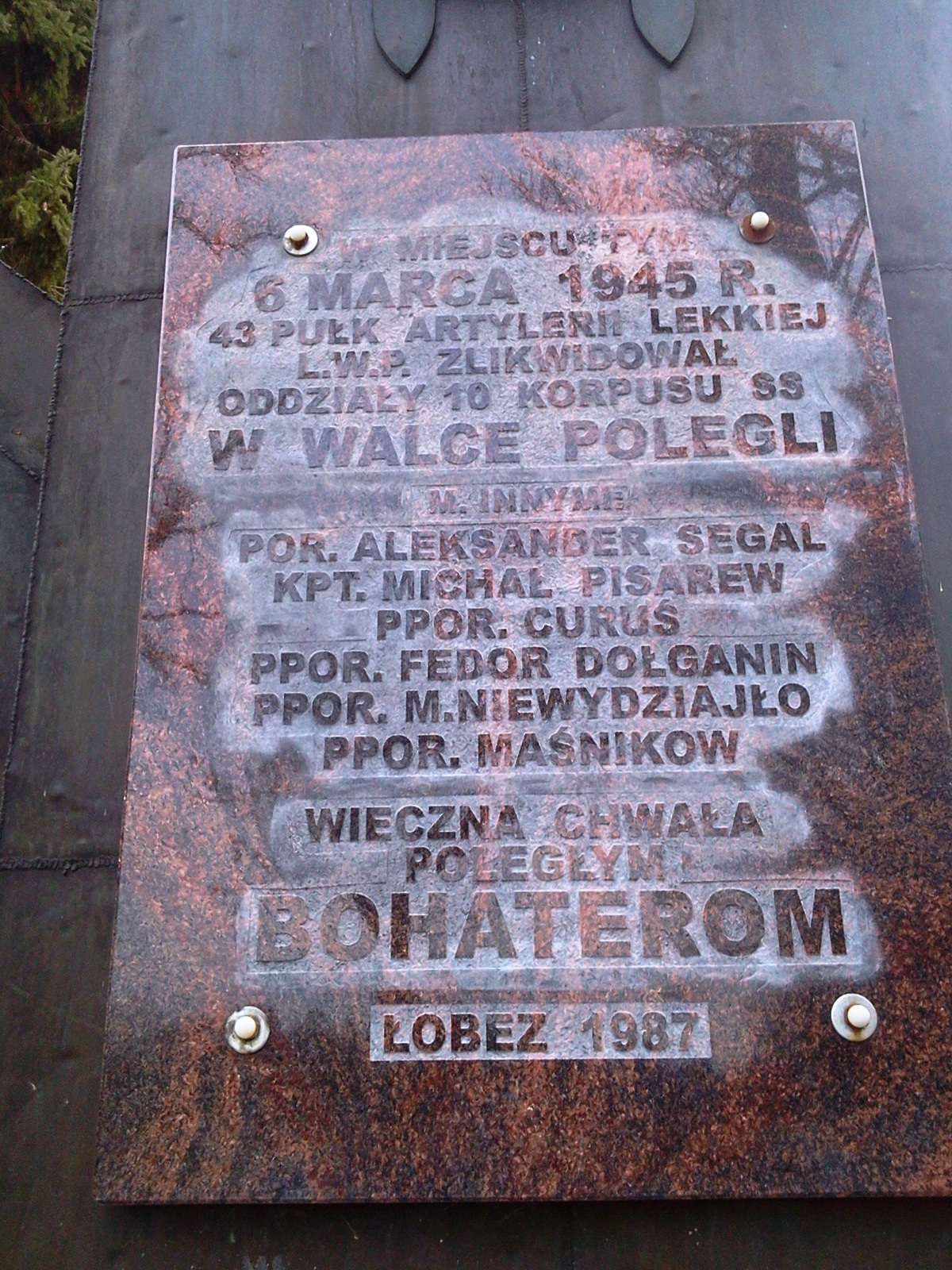
Łobez (Świętoborzec) – pomnik dla poległych w walce

Mieczysław Niewidziajło pochowany został na cmentarzu w Łobzie, jednej z ulic nadano imię ul. Aleksandra Segala, a w miejscowości Świętoborzec w roku 1987 postawiono pomnik upamiętniający poległych żołnierzy LWP.
W roku 2018 łączną listę mieszkańców miasta Labes, ofiar II wojny światowej i okresu wysiedlenia z lat 1939–1947 ustalił Siegfried Hannemann, weryfikując wcześniejsze ustalenia, 845 osób. Łączna liczba łobeskich ofiar obu wojen (I wojna światowa 1914–1918, Kopiec Rolanda w Łobzie + II wojna światowa 1939-1945) i okresu wysiedlania (1945-1947), to 1053 osoby (569 żołnierzy i 484 cywili).
W następstwie II wojny światowej Łobez włączony został do Polski a ludność niemiecką, która pozostała w mieście i okolicy wysiedlono do Niemiec. Łobez i ziemia łobeska została stopniowo zasiedlona przez żołnierzy i jeńców wojennych (LWP, WP i 65 żołnierzy Armii Andersa), robotników przymusowych, repatriantów, sybiraków i rzesze osadników z terenów byłej II RP.
W latach 1946–1975 Łobez był siedzibą powiatu łobeskiego (przejściowo w roku 1945 powiatu Ławiczka) zlikwidowanego w trakcie zmian administracyjnych w roku 1975. Od roku 2002 Łobez jest ponownie siedzibą powiatu łobeskiego.
Od 1945 roku miasto było położone w granicach Polski, początkowo w Okręgu Pomorze Zachodnie, w latach 1946–1975 w tzw. dużym województwie szczecińskim, a w latach 1975–1998 w tzw. małym województwie szczecińskim.
W części miasta Świętoborzec działało Państwowe Gospodarstwo Rolne – Państwowe Stado Ogierów Łobez, gdzie więcej o osiągnięciach sportowych (jeździectwo i powożenie) miejscowych sportowców można przeczytać w książce Zdzisława Bogdanowicza Historia sportu łobeskiego. W 2009 majątek tego gospodarstwa przejęła firma SBS Stado Ogierów Łobez spółka z o.o. i klub jeździecki LKS „Hubal”.
W 1960 roku Łobez miał 6255 mieszkańców.

### Galeria

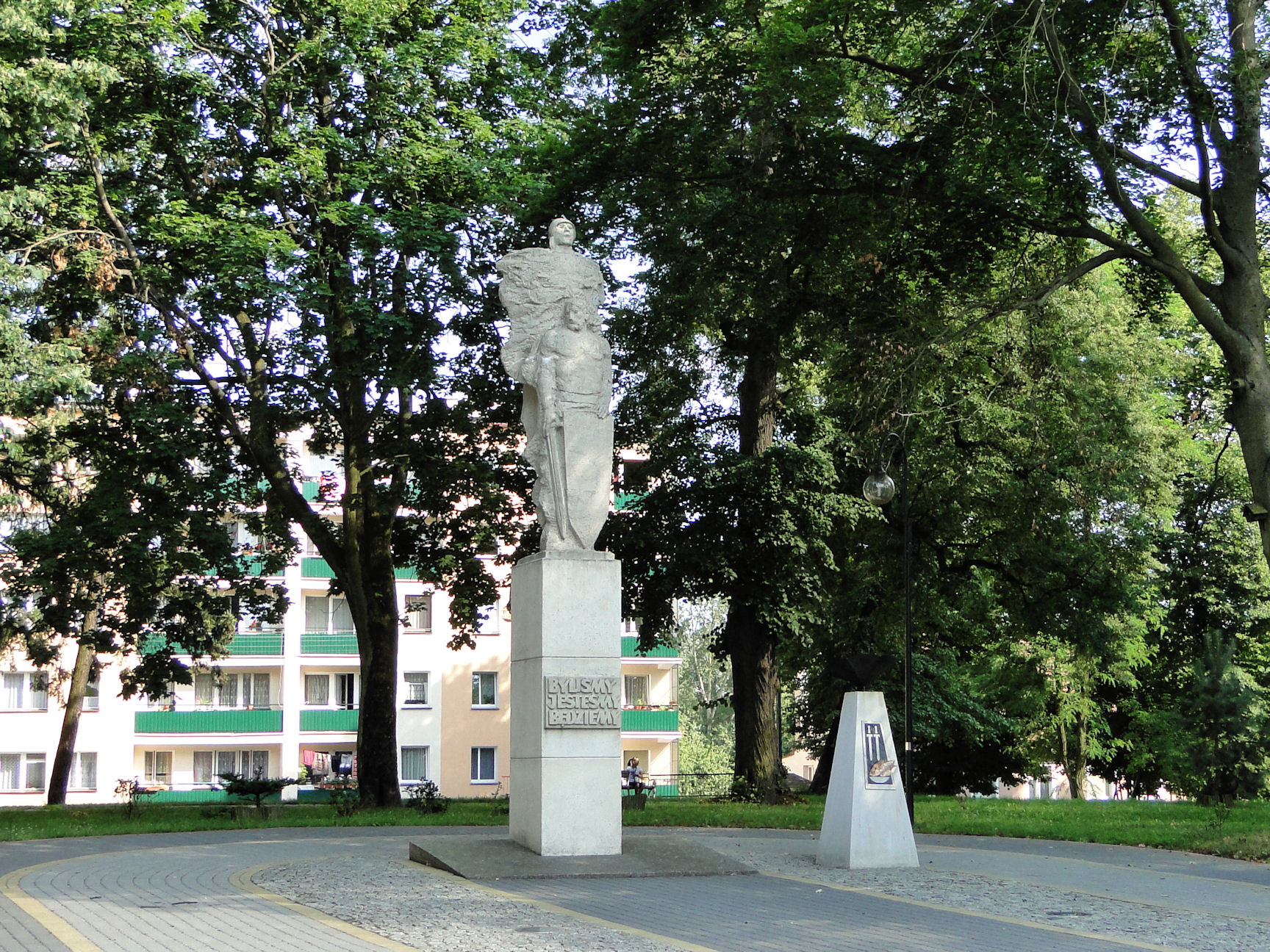
Pomnik Wdzięczności „Żołnierzom polskim i radzieckim poległym w walce o wyzwolenie i przywrócenie ziemi łobeskiej do Macierzy” – „Byliśmy Jesteśmy Będziemy” (Mieczysław Welter, 07.11.1968)
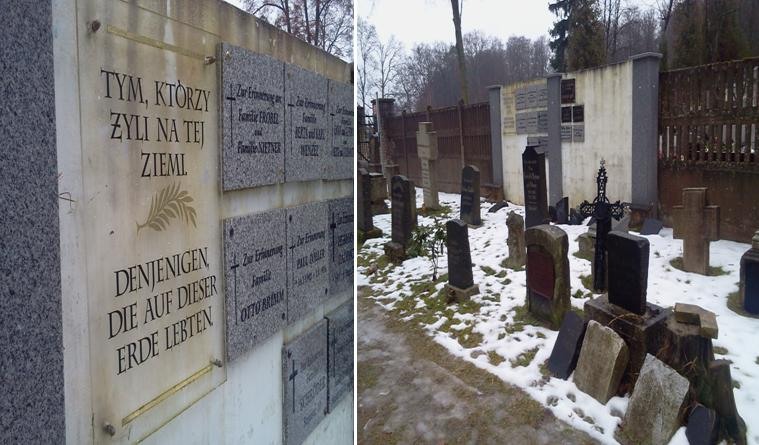
Lapidarium pamięci mieszkańców Łobza, którzy tu żyli i zmarli dawniej. Pamięci 208 mieszkańców Łobza, którzy zginęli w I wojnie światowej (Pomnik Rolanda), pamięci Tych, którzy zginęli na II wojnie światowej (391 (ok. 400[51]) cywili i 351 żołnierzy) i pamięci Tych z lat 1945–1947 podczas wysiedlenia (66 osób), łącznie w latach 1939–1947 ofiar 808 (845[52])
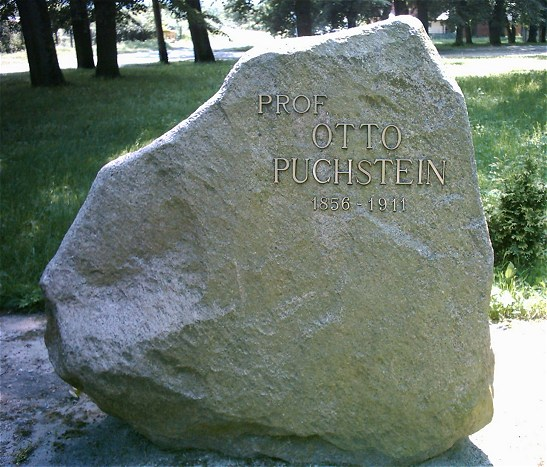
Kamień pamięci (Otto Puchstein[54])
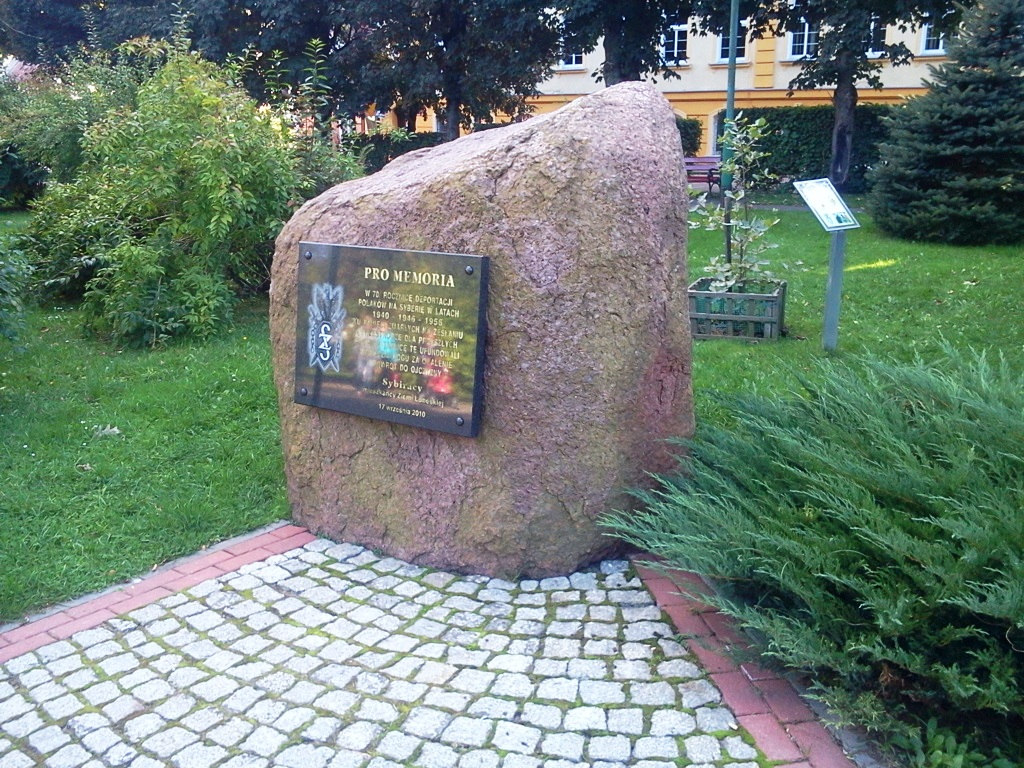
“Pro memoria. W 70. Rocznicę deportacji Polaków na Syberię w latach 1940–1946 –1956 ku pamięci zmarłych na zesłaniu i przestrodze dla przyszłych pokoleń tablicę tę ufundowali wdzięczni Bogu za ocalenie i powrót do Ojczyzny Sybiracy, Mieszkańcy Ziemi Łobeskiej. 17 września 2010 r.”
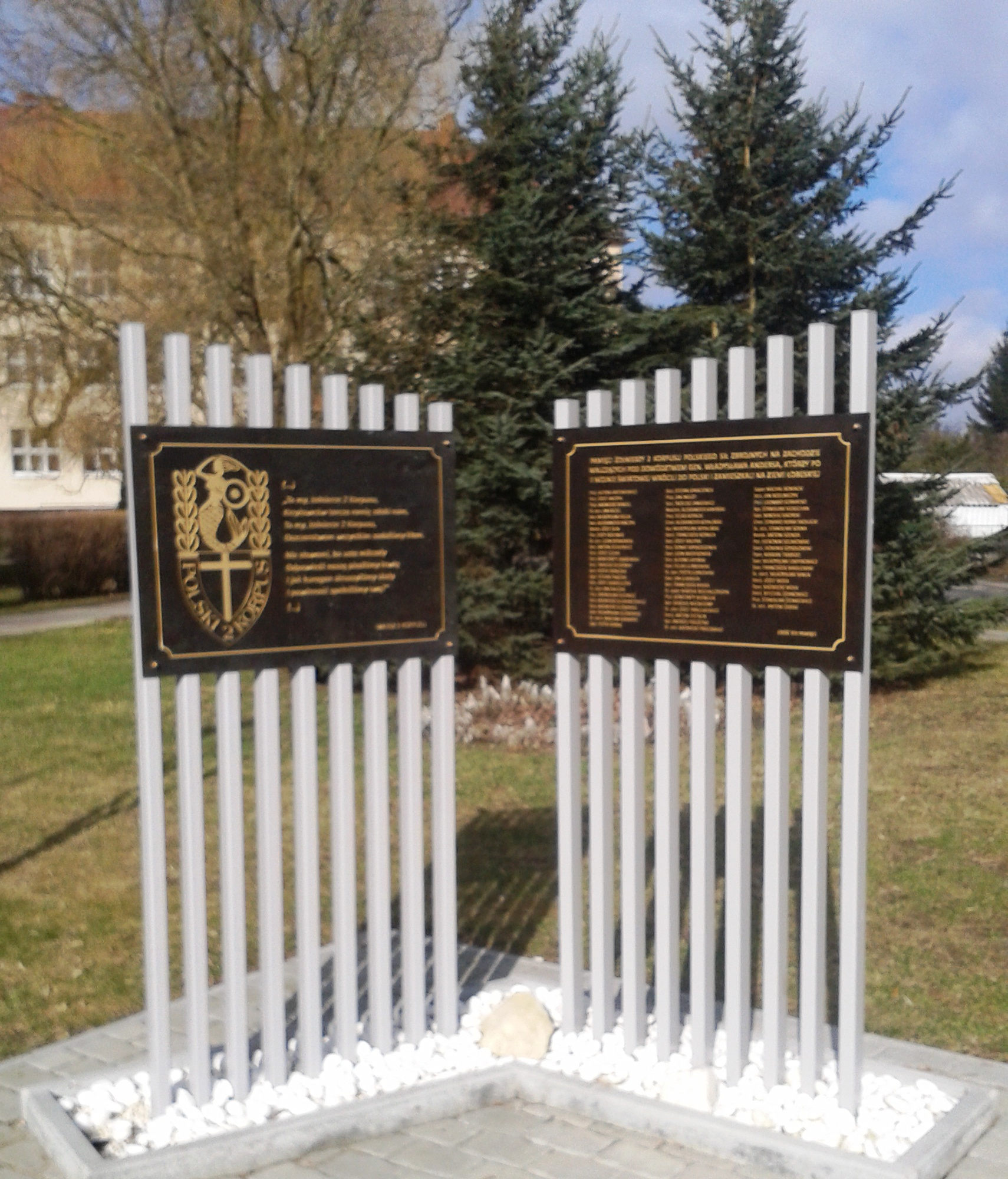
Rondo im. gen. Władysława Andersa. „Pamięci (65+2) żołnierzy 2. Korpusu Polskiego Sił Zbrojnych na Zachodzie walczących pod dowództwem gen. Władysława Andersa, którzy po II wojnie światowej wrócili do Polski i zamieszkali na ziemi łobeskiej”
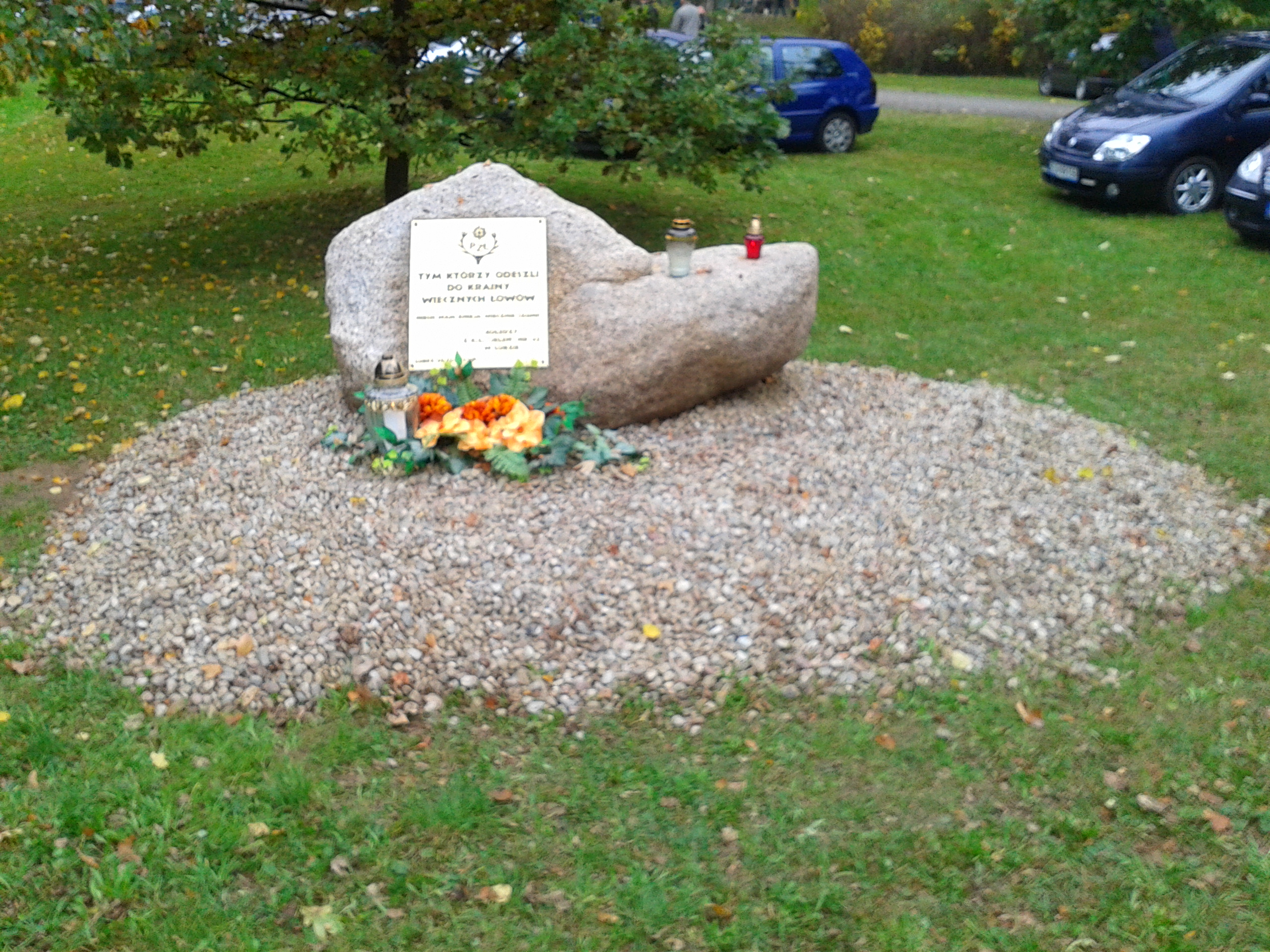
Tym, którzy odeszli do krainy wiecznych łowów. Koło PZŁ nr 42. „Jeleń”

### Historia nazwy miasta
Pierwsze źródła podają nazwę miasta w formie: Lobis (1271), Lobese (1280), Lobse (1285). Nie do końca wyjaśniona jest etymologia słowa „Łobez”. Przypuszcza się, że miasto wywodzi swoją nazwę od rzeki, nad którą jest położone lub od łabędzia (historycy niemieccy – łabędź – starosłowiańskie: labez, labendz). Starosłowiańskie słowo laba, oznaczało wszystko płynące lub zachowujące stan płynny. Inna interpretacja wskazuje pochodzenie nazwy od słowa lobose, które oznaczało miejsce podmokłe, porośnięte tatarakiem, gęstwiną, krzakami, zaroślami zwanym w języku staropolskim łabuziem. W obu przypadkach akcentowana jest lokalizacja osady nad wodą, na co wskazuje występujący także w innych nazwach rdzeń łob (np. Łobżenica, Łobżany).
Obecna nazwa miasta formalnie obowiązuje od 19 maja 1946.

## Zabytki

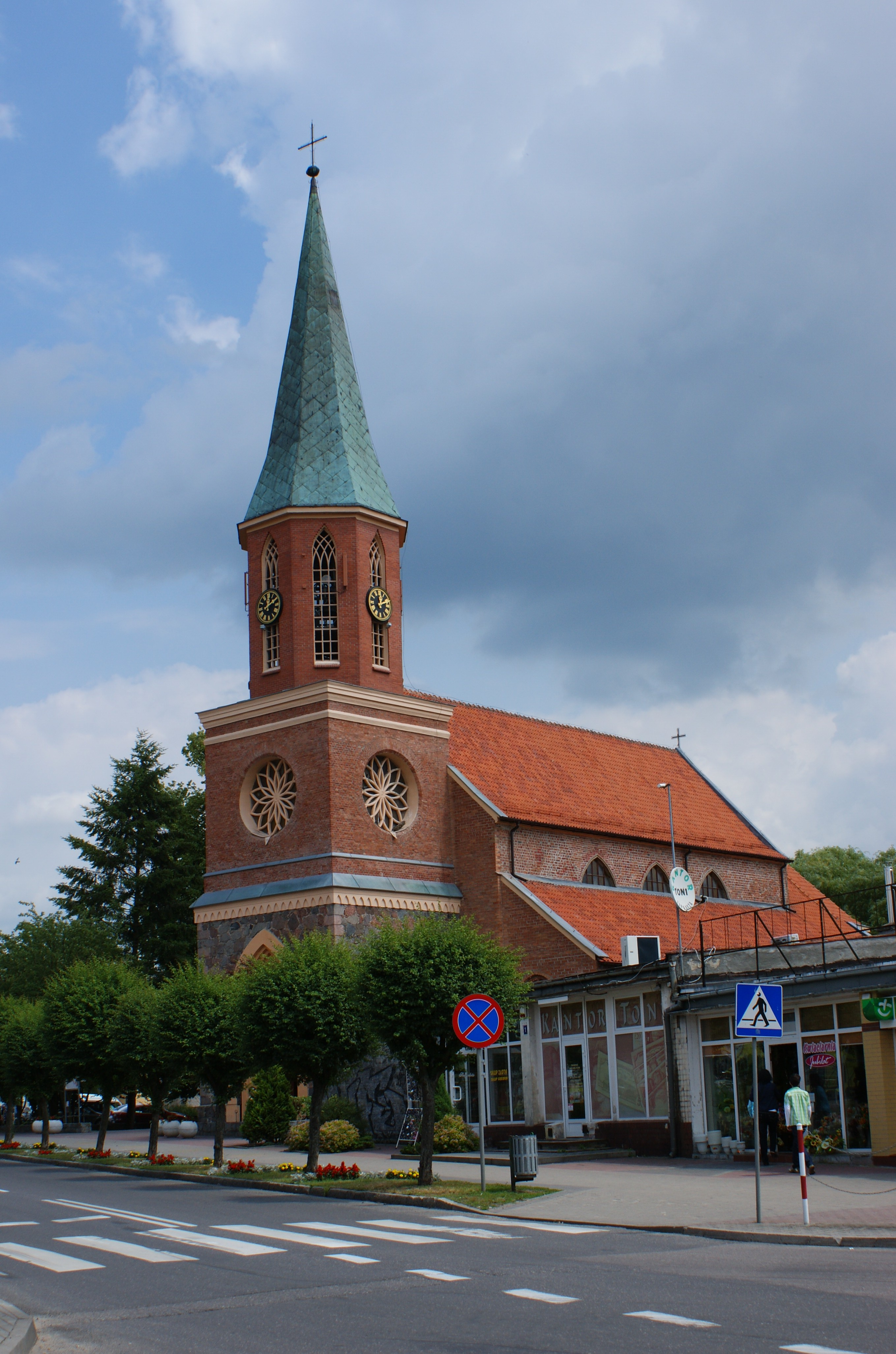
Kościół pw. Najświętszego Serca Pana Jezusa

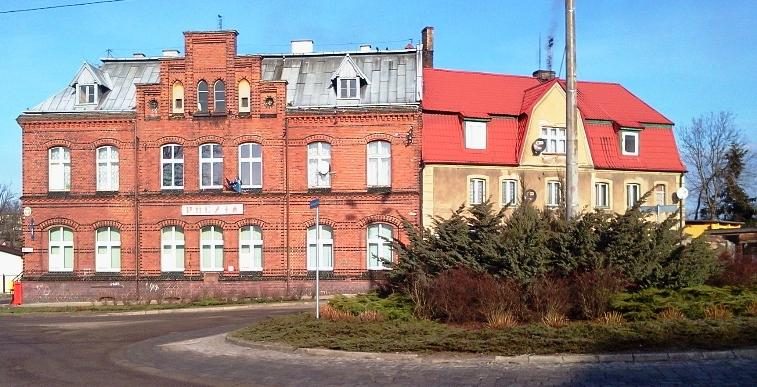
Zabytkowa Poczta

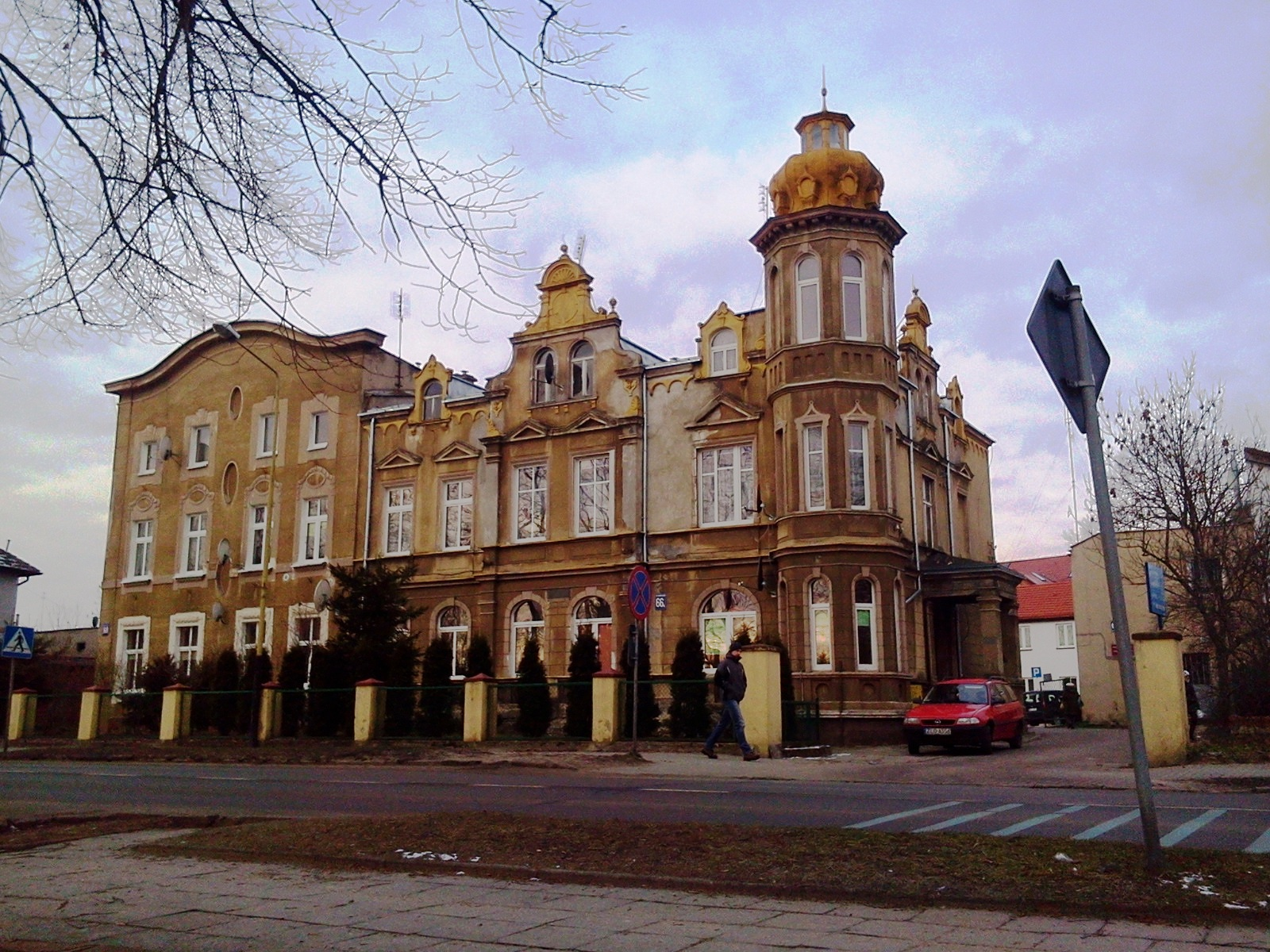
Zespół dwu willi

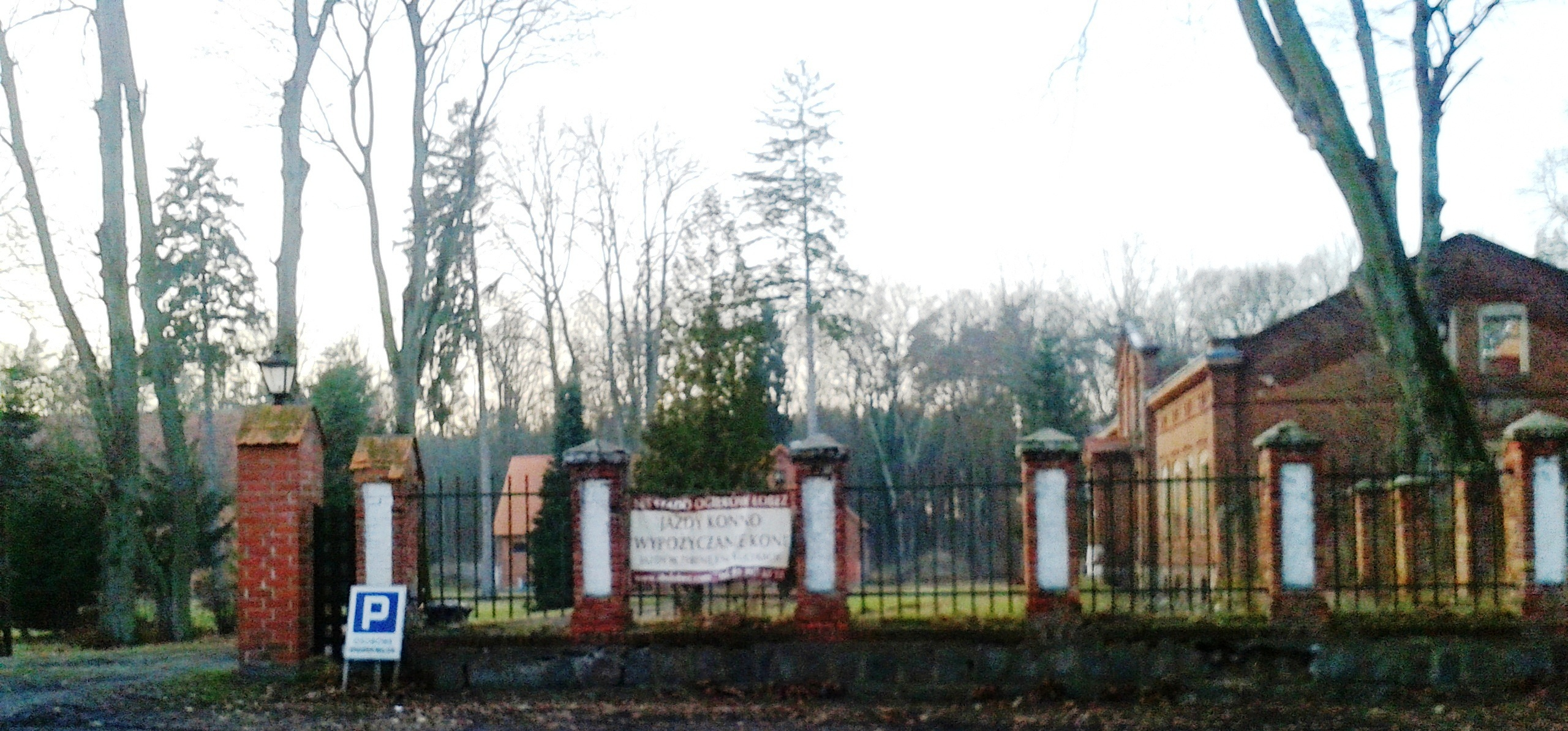
Świętoborzec – widok na zabudowania – dworek dyrektora (ruiny 2015) w głębi stajnie, po prawej zabytkowy park

Rejestr Zabytków wymienia następujące obiekty w Łobzie:
- kościół pw. Najświętszego Serca Pana Jezusa w Łobzie (Kl.20/66/65)
- dom mieszkalny o konstrukcji ryglowej z XVIII/XIX w., ul. Niepodległości 7 (DZ-4200/49/O/98)
- poczta, ul. Rapackiego 12 (PSOZ/Sz-n/III/5340/225/93) z oryginalną przedwojenną skrzynka pocztową na fasadzie
- zespół budynków stadniny koni (Świętoborzec) (DZ-4200/1/O/2005)
- park przy stadninie koni (Świętoborzec) (DZ-4200/1/O/2005)
- zespół dwóch willi, ul. Niepodległości 66a-68, otoczenie (DZ-4200/5/K/2009)
- Wzgórze Rolanda, teren, pomnik ku czci poległych (DZ.5130.19.2013.AR).

Inne ciekawe miejsca w Łobzie to:
- ciekawa architektonicznie przedwojenna ulica Przechodnia, Armii Krajowej i inne
- liczne zabytki przemysłowe – zajezdnia, wieża ciśnień i nastawnie kolejowa, kominy fabryczne tunele i mosty
- resztki łobeskich murów obronnych z XIV–XV w.

## Atrakcje turystyczne
Przez Łobez przebiega kilka opisanych i oznakowanych szlaków turystycznych, rowerowych, kajakowych w tym kajakowy Szlak Papieski i szlak konny Pojezierza Drawskiego (Świętoborzec – Biały Bór). Miłośnicy koni znajdą je tak w Łobzie, Świętoborcu, Boninie i w najbliższej okolicy. Wędkarze mają w mieście rzekę Regę, jezioro miejskie Dybrzno oraz wiele okolicznych jezior. Miłośnicy sportów motorowych mają do jazdy wydzielony zalesiony teren w mieście w starym żwirowisku za cegielnią. Interesujący się głazami narzutowymi znajdą je najbliżej w Przyborzu (9,1 m) i w Siedlicach (Maćkowe Łoże – 16 m).
Gospodarstwa agroturystyczne zlokalizowane są w Klępnicy (jezioro, las, zabytki, stacja kolejowa), Karwowie (jezioro, las, grodzisko, drzewa pomnikowe, zabytki), Prusinowie (rzeka, las, zabytki, stacja kolejowa), Bełcznie (zabytki, jezioro), Zagórzycach (las, rzeka, zabytki) i Łobzie.
Ziemia łobeska charakteryzuje się dużą różnorodnością form roślinnych i zwierzęcych. Dużo jest lasów i zadrzewień, więcej niż przeciętnie w Polsce i w Europie. Nie są to zwarte obszary, lecz kępy leśne rozrzucone po całej gminie, najczęściej w pobliżu rzek i jezior. Wśród mieszanych lasów przeważa sosna, buk, dąb, brzoza i świerk. Piękne lasy bukowe porastają zbocza doliny Regi na południowy zachód od Łobza (Łobeskie Bieszczady) oraz w okolicach Karwowa. Rarytasem dla myśliwych są przebogate tereny łowieckie, na których występują jelenie europejskie, sarny, dziki, lisy, zające, kuny i ptactwo wodne, m.in. dzikie kaczki, dzikie gęsi, łyski i inne ptactwo łowne. Działają tu cztery koła łowieckie: „Lis” Łobez, „Jeleń” Łobez, „Cyranka” Szczecin i „Rogacz” Węgorzyno. Wielkim bogactwem lasów łobeskich są jagody, borówki, żurawiny, maliny, jeżyny i grzyby. Przy sprzyjających warunkach pogodowych sezon grzybobrania trwa od czerwca do późnej jesieni. Stosunkowo dużo zachowało się na terenie gminy drzew pomnikowych. Sędziwe okazy spotkać można na terenie miasta, jak i w wiejskich parkach podworskich, na cmentarzach, przy zabudowaniach oraz przy drogach (aleje klonowe, lipowe, jesionowe, brzozowe). Najokazalsze okazy zostały ustanowione pomnikami przyrody. Są to dęby „Bartek” w Unimiu i trochę młodszy, ale historyczny „Maćko” w Strzmielu, lipa „Elizabeth” i platan „Dzidźka” w Zachełmiu, kasztan „Cichowo” nad Mielnicą pomiędzy Strzmielem a Zachełmiem.

## Kultura

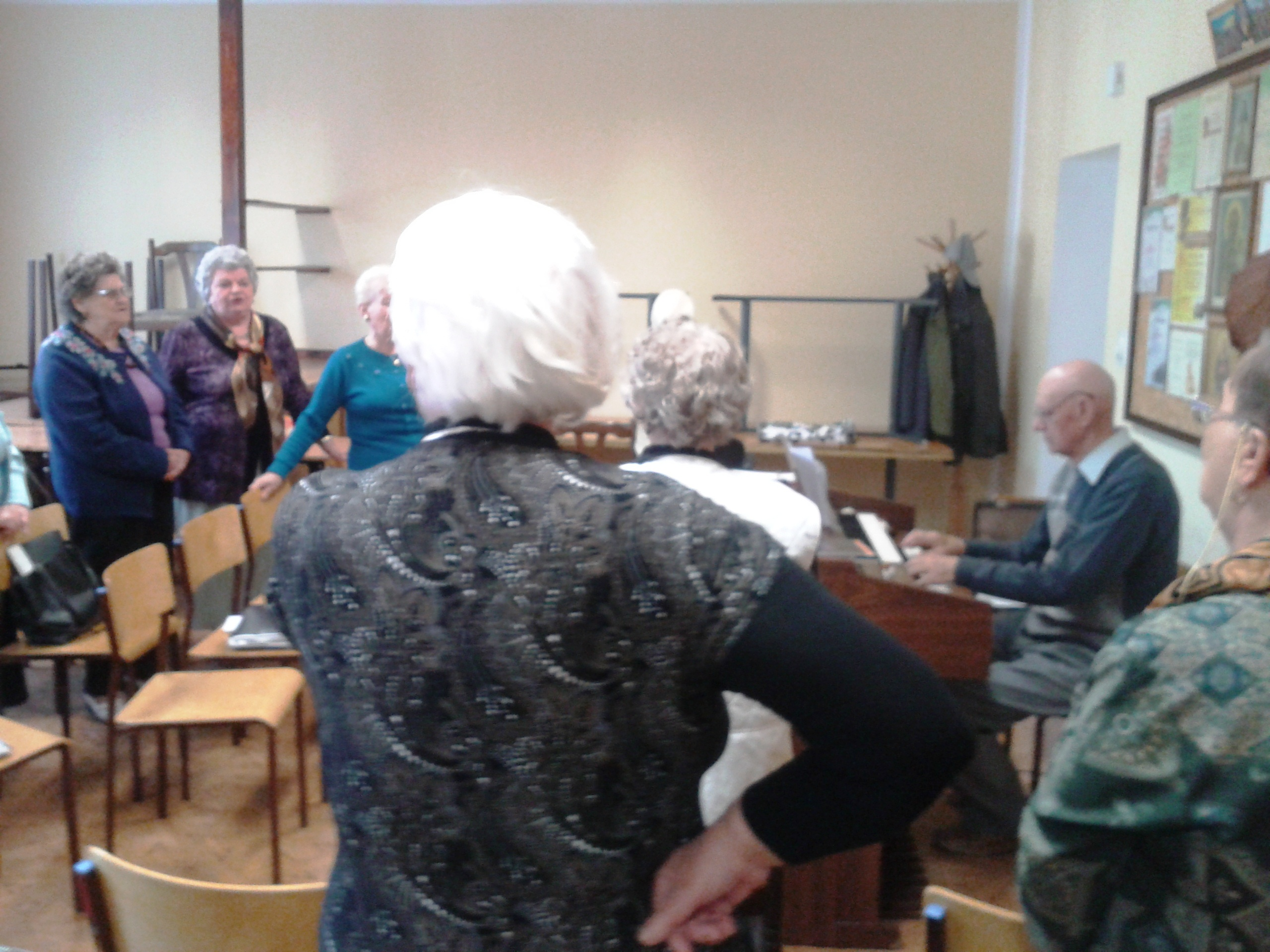
Chór parafialny „Dominanta” w Łobzie – próba. Dyrygent – Lesław Buczek

W Łobzie działalność kulturalną prowadzą:
- Łobeski Dom Kultury[75]
- Miejska Biblioteka Publiczna[76]
- Biblioteka Pedagogiczna[77]
- Lokalna Organizacja Turystyczna[78]
- Klub Nauczyciela
- Amatorski Ruch Artystyczny (ARA)[79]
- Lokalne zespoły muzyczne
- Świetlice wiejskie pod opieką ŁDK[75]

## Oświata
W roku 2017 na terenie miasta funkcjonowały następujące placówki oświatowe:
- Uniwersytet Trzeciego Wieku, Szczecińska Szkoła Wyższa – Collegium Balticum[82]
- Zespół Szkół im. Tadeusza Kościuszki w Łobzie
- Szkoła Podstawowa nr 3 w Łobzie
- Szkoła Podstawowa nr 1 w Łobzie
- Szkoła Podstawowa nr 2 w Łobzie
- Prywatne Policealne Studium Zawodowe w Łobzie
- Prywatne Liceum Ogólnokształcące dla Dorosłych w Łobzie
- Prywatne Technikum Zawodowe w Łobzie
- Prywatna Zasadnicza Szkoła Zawodowa w Łobzie

## Sport i rekreacja

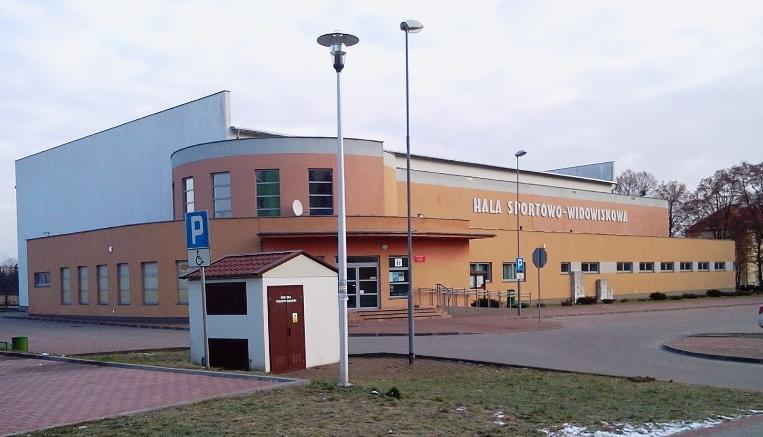
Hala sportowo-widowiskowa w Łobzie

Sport i rekreacja zajmują i zajmowały w życiu mieszkańców Łobza bardzo ważne miejsce, gdzie już w 1861 założono tutaj pierwszy w powiecie liczący 18 osób męski związek sportowy (Männer-Turn-Vereins), a ok. 1928 r. zbudowano halę sportową przy obecnej ulicy Niepodległości, róg Segala. Szczególnie popularna jest tutaj piłka nożna, gdzie pierwszy i to międzynarodowy mecz piłkarski Łobez kontra Armia Czerwona odbył się 22.07.1945 i zakończył wynikiem 0:6. Nie pomogło łobeskim piłkarzom, że kibicował naszym Burmistrz Łobza – Stefan Nowak. Inne popularne dyscypliny to lekka atletyka, jeździectwo, koszykówka, siatkówka, szachy i badminton.
W 2003 r. i 2004 r. w Ogólnopolskim Sportowym Turnieju Miast i Gmin pod patronatem Prezydenta RP Łobez zajął dwukrotnie I miejsce. W Łobzie jest stadion miejski wyposażony w 2 boiska piłkarskie i trybunę na 1200 miejsc, oraz hala sportowo-widowiskowa (oddana do użytku w październiku 2004 r.) z głównym boiskiem 44 × 24 m i trybuną z 444 miejscami siedzącymi i 165 miejscami stojącymi.

### Kluby i stowarzyszenia sportowe
Na terenie miasta i gminy działają następujące kluby i stowarzyszenia sportowe:
- MLKS „Światowid” – powstał 25 lutego 1963 roku[88], centrum piłki nożnej, drużyny od trampkarzy do oldbojów.
- MKS „Olimp”.
- Klub Biegacza „TRUCHT”.
- „Rega” – klub strzelecki przy Lidze Obrony Kraju.
- Gminne Zrzeszenie Ludowe Zespoły Sportowe.
- TKKF „Błyskawica”.
- LKJ „Cavallo” – Bonin.
- Uczniowskie Kluby Sportowe działające przy szkołach: SP Nr 1 Łobez – „Jedynka”, SP Nr 2 Łobez – „Kometa”, „Pat-Mat”, SP w Bełcznie – „Badminton”, Zespół Szkół Gimnazjalnych Łobez – „Promyk”, Zespół Szkół – L.O. – „Spływ”, „Góral”.
- Koło wędkarskie: „KARAŚ”.
- Koło wędkarskie: „PSTRĄG”.
- Towarzystwo Przyjaciół Rzeki Regi.
- Ludowy Klub Sportowy „HUBAL” w Świętoborcu.

## Łobeskie imprezy cykliczne

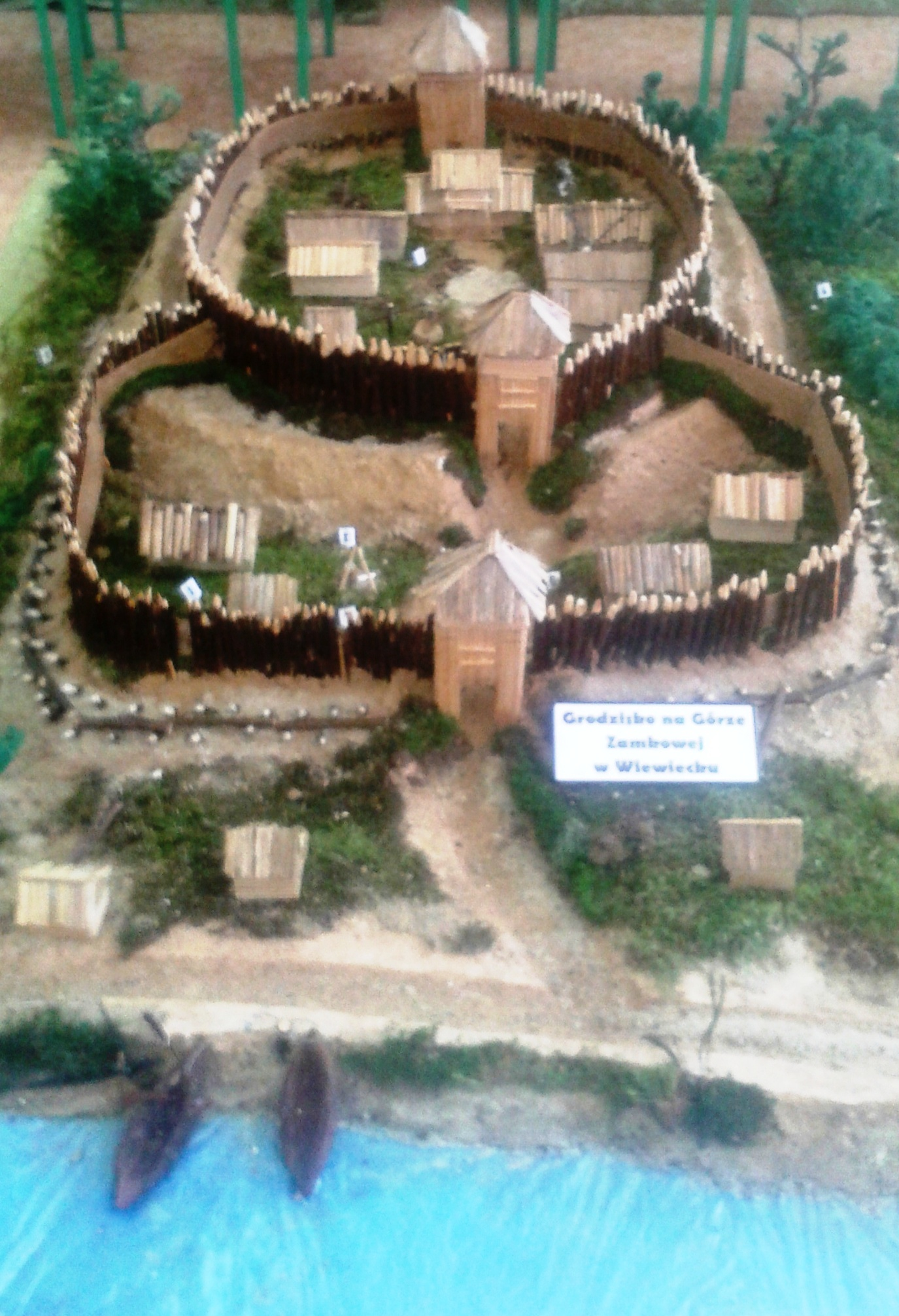
„Grodziska na ziemi łobeskiej” – model grodziska w Wiewiecku. Autor: Jakub Wrzeszcz

| - „Dni Łobza” - „Łobeska Baba Wielkanocna” - „Dożynki Gminne”, - Gala „Smoki Powiatu Łobeskiego”, - Gala Sportu Powiatu Łobeskiego - Konkursy Starosty – Konkurs „Wiosenne Tajemnice Babcinej Szafy”, Konkurs „Chłop do Baby”, Konkurs „Wypieki i wyroby wielkanocne” - „Zawody konne” - „Majowe Spotkania Orkiestr Dętych i Big Bandów” - „Festiwal Kapel Podwórkowych” - „Święto Radości” - Międzynarodowy Turniej Unihokeja w kat. dziewcząt i chłopców do 19 lat. - Memoriał im. red. Tomasza Hopfera - Memoriał im. Gabriela Bieńkowskiego - Memoriał im. Witolda Markiewicza - Zloty i parady motocyklowe z wystawą pojazdów zabytkowych | - Memoriał im. Jerzego Machońskiego - Memoriał im. Mikołaja Kondratowicza - Memoriał im. Stanisława Adamczaka - Memoriał im. Eugeniusza Gostomczyka - Memoriał im. Romana Mikszy - „Łobeska Dziesiątka” - Turniej Tenisa Stołowego o Puchar Burmistrza Łobza - „Łobeski Maraton Kajakowy” - Kąpiele Morsów w Redze - Turniej Brydża Sportowego o Puchar Starosty - Łobeski Zlot Nordic Walking - Pielgrzymka Motorowa do Sanktuarium Maryjnego w Resku - Objazdowa wystawa „Grodziska na Ziemi Łobeskiej” |

## Demografia

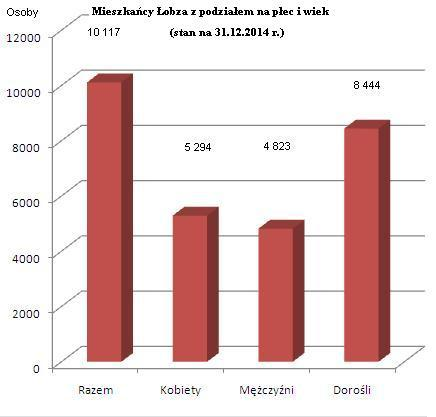
Łobez – demografia. Stan na 31.12.2014 r. Dane według BIP Łobez

Struktura demograficzna mieszkańców Łobza według danych z 31 grudnia 2008:
| Opis                                | Ogółem | Ogółem | Kobiety | Kobiety | Mężczyźni | Mężczyźni |
| ----------------------------------- | ------ | ------ | ------- | ------- | --------- | --------- |
| Jednostka                           | osób   | %      | osób    | %       | osób      | %         |
| Populacja                           | 10 356 | 100    | 5444    | 52,57   | 4912      | 47,43     |
| Wiek przedprodukcyjny (0–17 lat)    | 1852   | 17,88  | 934     | 9,02    | 918       | 8,86      |
| Wiek produkcyjny (18–65 lat)        | 6900   | 66,63  | 3386    | 32,7    | 3514      | 33,93     |
| Wiek poprodukcyjny (powyżej 65 lat) | 1604   | 15,49  | 1124    | 10,85   | 480       | 4,63      |

Piramida wieku mieszkańców Łobza w 2014 roku.

Według danych z 31 grudnia 2016 r. miasto miało 10 374 mieszkańców.

### Demografia historyczna
Liczba mieszkańców Łobza w różnych latach (na podstawie artykułu „Historia Łobza”, i książki „Städtebuch Hinterpommern”).
| Rok     | Liczba ludności                     |
| ------- | ----------------------------------- |
| 1680    | ok. 800                             |
| 1740    | 1191                                |
| 1749    | 1339                                |
| 1762    | 949                                 |
| 1776    | 1195                                |
| 1782    | 1160                                |
| 1794    | 1339                                |
| 1812    | 1797                                |
| 1814    | 1800                                |
| 1816    | 1939                                |
| 1819    | 1960                                |
| 1831    | 2443                                |
| 1843    | 3207                                |
| 1852    | 3939                                |
| 1861    | 4756                                |
| 1875    | 5010                                |
| 1880    | 5603                                |
| 1885    | 5225                                |
| 1895    | 5187                                |
| 1905    | 5183                                |
| 1912    | 5098                                |
| 1925    | 5873 (5994)                         |
| 1933    | 6947                                |
| 1939    | 7300 (7310)                         |
| 08.1945 | 1710 (160 Polaków) w Łobzie         |
| 10.1945 | 5885 Niemców w Łobzie               |
| 10.1945 | 8287 Niemców w powiecie             |
| 02.1946 | 9773 Niemców w powiecie             |
| 1946    | 4144 w Łobzie                       |
| 1946-7  | 10 905 Niemców wysiedlono z powiatu |
| 1957    | 6026                                |
| 1970    | 7355                                |
| 1990    | 10 953                              |

Liczba osób narodowości żydowskiej mieszkających w Łobzie.
| Rok  | Liczba ludności |
| ---- | --------------- |
| 1705 | 2 rodziny       |
| 1753 | 1 rodzina       |
| 1782 | 15              |
| 1794 | 18              |
| 1812 | 38              |
| 1816 | 62              |
| 1831 | 61              |
| 1840 | 90              |
| 1843 | 100             |
| 1852 | 121             |
| 1861 | 167             |
| 1867 | 175             |
| 1871 | 138             |
| 1903 | 105             |
| 1925 | 43              |
| 1939 | 11              |
| 1940 | 0               |

Więcej informacji o mieszkańcach Łobza, Patrz: 

## Administracja i polityka

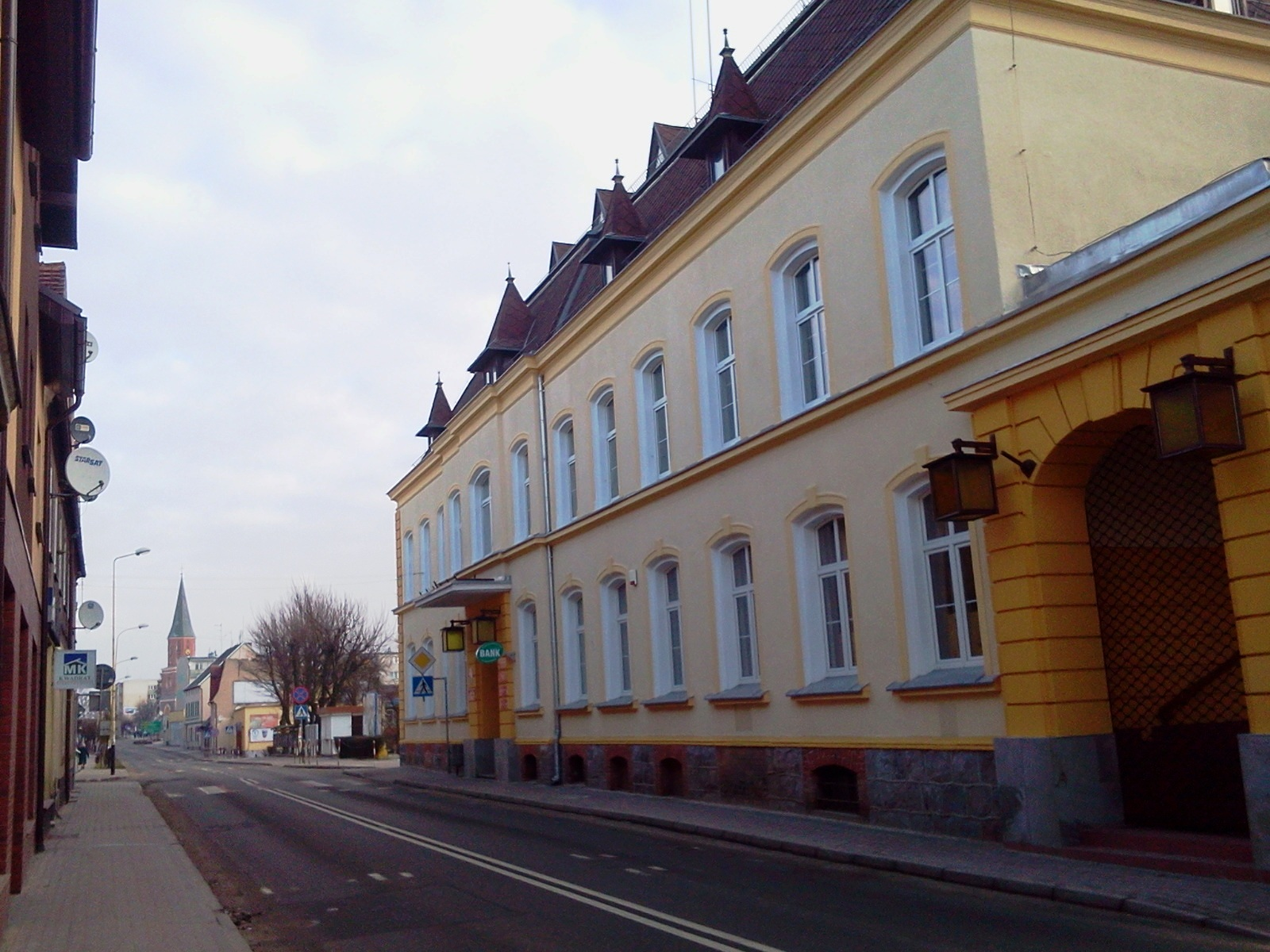
Urząd Miejski w Łobzie

Mieszkańcy miasta wybierają do łobeskiej rady miejskiej 11 z 15 radnych, pozostałych 4 radnych wybierają mieszkańcy gminy Łobez. Organem wykonawczym władz jest burmistrz. Urząd miejski ma siedzibę przy ulicy Niepodległości.
Burmistrzowie Łobza
wybrani w wyborach pośrednich (od roku 1989 do 2002) oraz ich zastępcy:
- Marek Stanisław Romejko, zastępca Jan Woźniak (1990–1994)
- Jan Szafran, zastępca Elżbieta Kobiałka (1994–1998)
- Halina Szymańska, zastępca Henryk Musiał (1998–2002)

wybrani w wyborach bezpośrednich (od roku 2002) oraz zastępcy
- Marek Stanisław Romejko (kadencja 2002–2006), zastępca – Ryszard Sola s. Józefa
- Ryszard Sola s. Stefana[117] (2006–2014), zastępca – Ireneusz Kabat
- Piotr Ćwikła (od roku 2014), zastępca – Krzysztof Czerwiński

Przed rokiem 1990 rolę głowy miasta pełnił mianowany na to stanowisko Naczelnik Miasta i Gminy, którym ostatnim w Łobzie był Zbigniew Con.
Gmina Łobez utworzyła w obrębie całego miasta jednostkę pomocniczą – „Osiedle w Łobzie”. Mieszkańcy miasta (czyli osiedla) wybierają 15-osobową radę osiedla według obwodów wyborczych na zebraniu wyborczym. Rada osiedla wybiera spośród swoich członków zarząd osiedla, który składa się z 5 członków, wraz z przewodniczącym zarządu osiedla i jego zastępcą. Obecnie Przewodniczącą Rady Osiedla jest Mirosława Borowska, wcześniej był Zdzisław Szklarski, Franciszek Stefanowski i Jerzy Sola.
Mieszkańcy wybierają posłów z okręgu wyborczego nr 41, senatora z okręgu nr 98, a posłów do Parlamentu Europejskiego z okręgu nr 13.

## Burmistrzowie Łobza
Lista Burmistrzów (Bürgermeister, Burmistrz, Przewodniczący Prezydium, Naczelnik) Łobza:
- 1632 Carsten Beleke
- 1670 Bernd Bublich
- ok. 1700 Paul Belecke
- 1702 Theele
- 1723 F.C. Hackebeck (†1740)
- 1734 F.W. Weinholz (†1745)
- 1736 Schulze
- 1732 Hackenberken
- 1745 M.C. Frize (†1749)
- 1746 Johann Friedrich Thym
- 1752 Johann Gottfried Severin
- 1753? J.F. von Flige
- 1757 Johann Friedrich Thym
- 1757 Heller
- 1767 Gottlieb Timm
- 1775 Johann Gottfried Severin
- 1790 Jahncke
- 1805 Heinrich (?) Falck
- 1806 Zuther (inna data 1712)
- 1806 Christlieb Lebrecht Nemitz[121]
- 1809 Johann Georg Falck (†1823)
- 1823-1840 Johann Friedrich Rosenow
- 1842-1844 Adolf Ludwig Ritter (tymczasowo)
- 1844-1845 Albert Wilhelm Rizky
- 1846-1852 Heinich Ludwig Gotthils Hasenjäger
- przed 1859 Hasenjaeger
- 1852-1864 Carl Albert Alexander Schütz
- 1921 Willi Kieckbusch[122]
- 1945 Hakelberg (†1945)[123][124]
- 1945 Teofil Fiutowski (ur. 1910, †1981)[125][126], zastępca: NN Stanisław (1945)
- 1945 Stefan Nowak (ur. 1903 lub 1907, †1974)[126][127]
- 1945-1946 Feliks Mielczarek (1902–1972)[126][128]
- 1946-1948 Władysław Śmiełowski, zastępcy: Mieczysław Czechowicz (1946-1947), Antoni Czaykowski (1947-1948)
- 1948-1949 Tadeusz Klimski, zastępcy: Piotr Kwieciński (od 1948), Tadeusz Postlep (1948-49), Ignacy Krzemiński (od 1949)
- 1949-1950 Ignacy Łepkowski (1894–1966)[126][129] następnie zastępca
- 1950 Kaczmarek
- 1951-1952 Mieczysław Górski, zastępca: Ignacy Łepkowski
- 1952 Jan Lekki
- 1952 Antoni Szatkowski, zastępca: Kazimierz Imiński (1953)
- 1956 Józef Rodziewicz
- 1959-1961 Bronisław Sak
- 1962-1972 Mikołaj Borodziuk (1913-1978)
- 1972-1974 Antoni Potrymajło, zastępca: Teodor Popiołek (1974-1975)
- 1974-1975 Józef Pasierb
- 1975-1990 Zbigniew Con, zastępcy: Jan Soroko (1977), Roman Ciesiński (1985)

### Starostowie

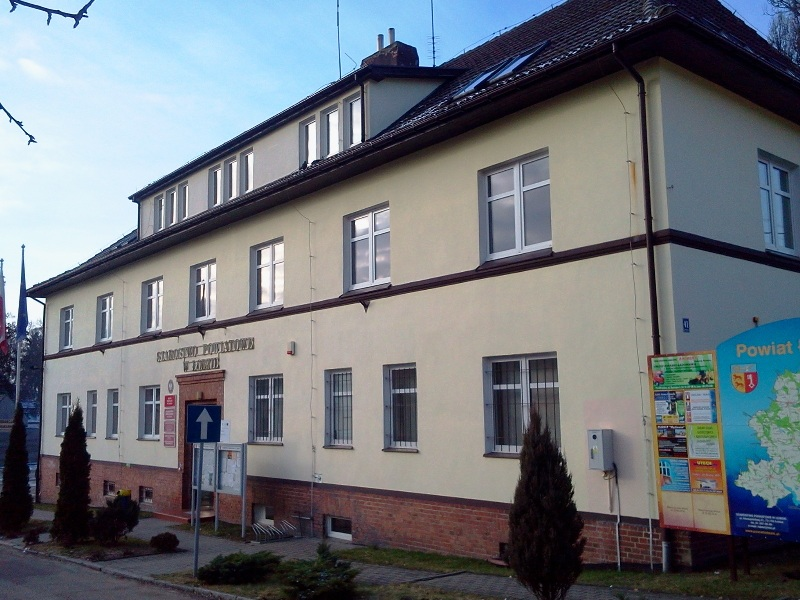
Starostwo Powiatowe w Łobzie

Siedzibą starostwa Regenwalde do roku 1860 było Resko, a potem siedzibę przeniesiono do Łobza.
Kolejnymi starostami powiatu (Landrat, starosta, przewodniczący Prezydium) byli:
- 1818–1831 Ernst August Philipp von Borcke (1766–1850)
- 1832-1855 Georg August Adolf Heinrich von der Osten (1785–1855)
- 1855–1863 Leopold von der Osten (1809–1887)
- 1864–1871 Johann Georg von Loeper (1819–1900)[130]
- 1871-1877 Ludwig von Lockstedt (1837–1877)
- 1877-1884 Johann Georg von Loeper (1819–1900)
- 1884-1893 August von der Osten (1855–1895)
- 1893-1910 Ernst von Döring (1858-1910)
- 1910-1918 Hans von Normann (1880–1918)
- 1918-1931 Herbert Rudolf von Bismarck (1884–1955)
- 1931-1945 dr Erich Hüttenhein (1889–1945)[131].
- 1945-1946 Pełnomocnik Leopold Płachecki (powiat Ławiczka/powiat łobeski)
- 1946-1948 Leopold Płachecki (powiat łobeski), zastępca: Tadeusz Ozga (1946)
- 1948 Bronisław Misztal
- 1949-1950 Lucjan Okólski
- 1950-1951 Wacław Wyszyński
- 1951-1953 Henryk Stefanik, zastępca: Mieczysław Górski (1952)
- 1954-1955 Eugeniusz Zawadzki
- 1955-1958 Mieczysław Witas, zastępca Jan Strzelecki (1956)
- 1958-1961 Stanisław Zaremba, zastępca: Olgierd Ruksza (1960)
- 1961-1962 Mieczysław Górski, zastępca Stefan Gajocha (1961)
- 1962-1968 Edward Krasiński, zastępcy: Stefan Gajocha (1962-1963), Franciszek Chruściel (1964)
- 1968-1975 Franciszek Warsiński (od ok. 1973 był przewodniczącym RNMiG Łobez), zastępcy: Franciszek Chruściel (1969), Stanisław Kłyś (1973), Sławomir Kotarski (przed 1975)

Więcej informacji o starostach, Patrz: 
.
Powiat łobeski rozpoczął działalność od 1 stycznia 2002 roku i kolejnymi starostami byli:
- Antoni Gutkowski rok 2002
- Tadeusz Jóźwiak 2002
- Halina Szymańska 2002-2006
- Antoni Gutkowski 2006-2010
- Ryszard Brodziński 2010-2014, zastępca: Jan Zdanowicz
- Paweł Marek (2014-), zastępca: Grażyna Karpowicz

## Wspólnoty wyznaniowe
- Kościół rzymskokatolicki:

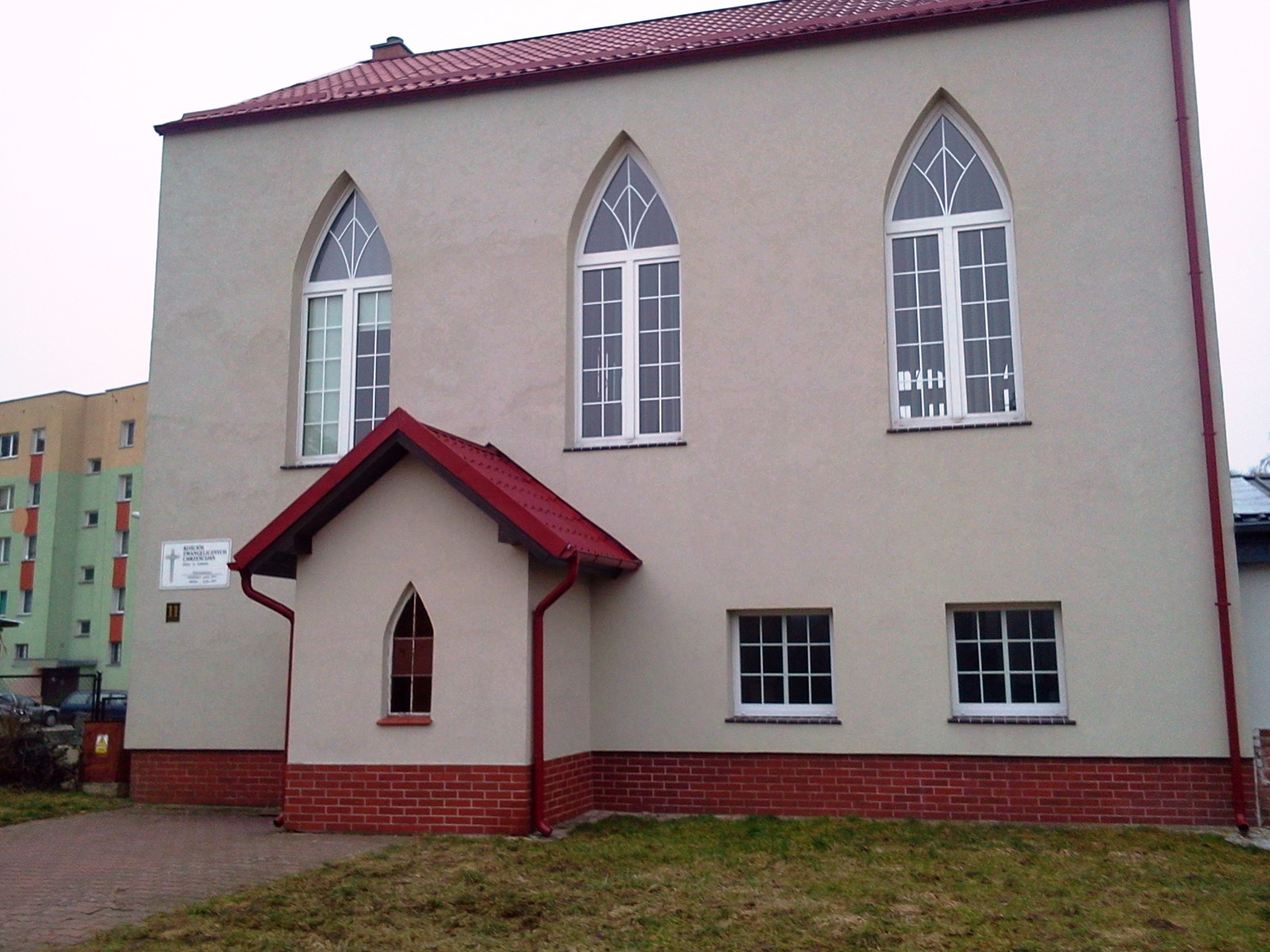
Zbór Kościoła Ewangelicznych Chrześcijan w Łobzie

  - Parafia Najświętszego Serca Pana Jezusa[133]
- Polski Autokefaliczny Kościół Prawosławny:
  - Parafia św. Jerzego[134]
- Kościół Ewangelicznych Chrześcijan:
  - zbór w Łobzie[135]
- Świadkowie Jehowy:
  - zbór Łobez z Salą Królestwa[136].

## Transport

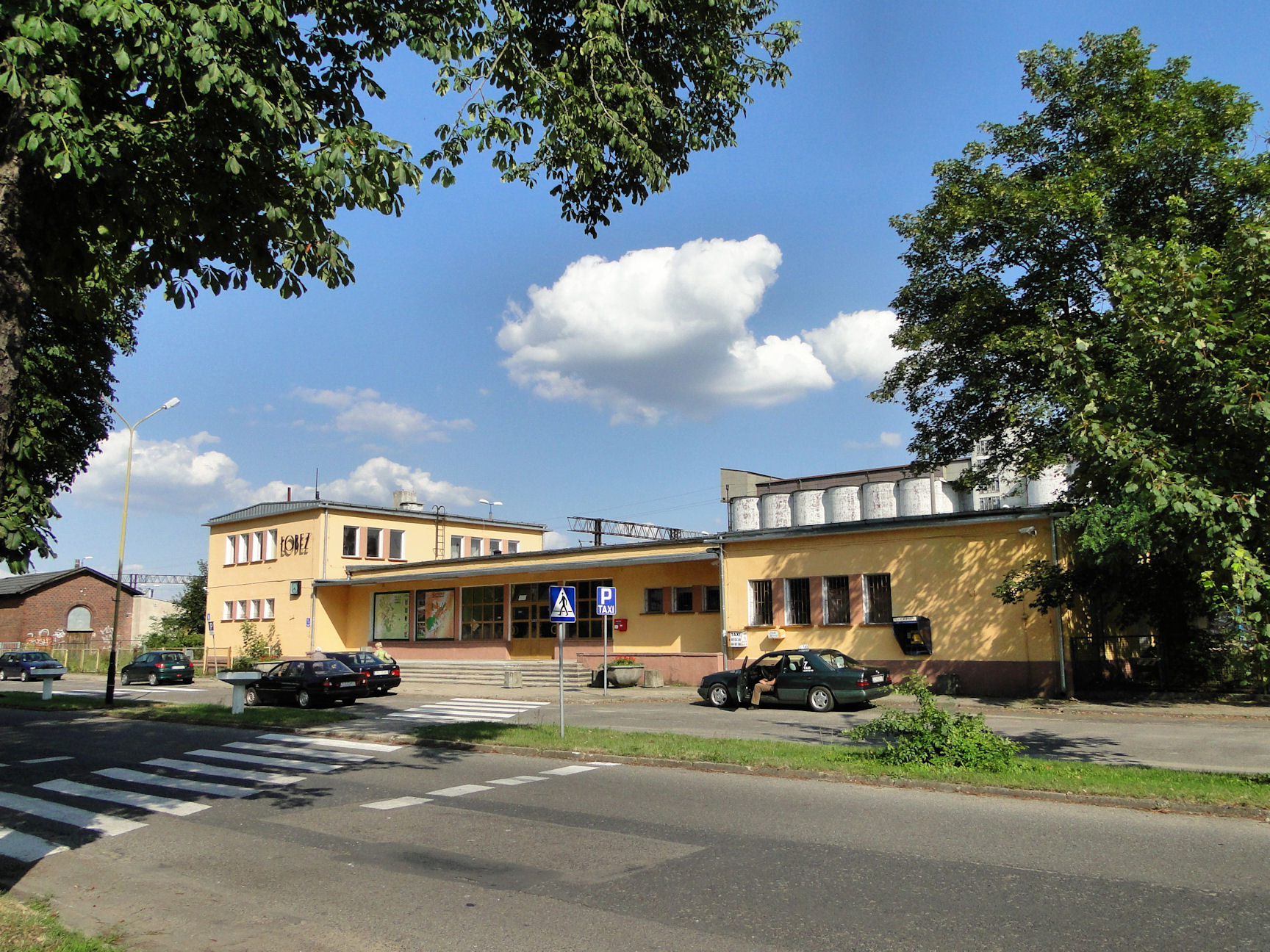
Dworzec kolejowy

### Drogowy
151 Świdwin - Łobez - Węgorzyno 20 - Ińsk - Recz 10
148 Drawsko Pomorskie 20 - Łobez
147 Wierzbięcin - Łobez

### Kolejowy
W mieście znajduje się stacja kolejowa, przez którą przechodzi linia kolejowa nr 202 (trasa Stargard – Gdańsk Gł.), kursują autobusy PKS i prywatne busy osobowe. Do 1991 r. czynna była linia wąskotorowa ze Stargardu (ruch towarowy do 1995 r. ruch osobowy do 1991 r.).

## Kalendarium
Krótka historia Łobza.

## Łobeskie media lokalne
Lista mediów lokalnych podanych na stronie powiatu (2017):
- Rega TV,
- GAZETA ŁOBESKA,
- Tygodnik Forum Regionalne,
- Nowy Tygodnik Łobeski,
- Resko24.pl,
- Lobez24.pl,

Gazety wcześniejsze:
- „Tygodnik Łobeski” (lata 2002[141][142]-2017)
- „Gazeta Łobeska”
- „Wiadomości Łobeskie” (1999-2007) – wydawane przez ŁDK[143]
- „Łabuź” – ukazujący się w Łobzie w latach 1992–2007 kwartalnik literacko-historyczny z podtytułem „Prowincjonalny Okazjonalnik Literacki”, którego redaktorem naczelnym i wydawcą (Prywatna Żebracza Inicjatywa Wydawnicza Klubu Literackiego „Łabuź”) był Leon Zdanowicz.
- „Łobeziak” – ukazujący się w Łobzie w latach 1991–2002 (129 numerów) lokalny miesięcznik społeczno-polityczny, którego redaktorem naczelnym i wydawcą był Wojciech Bajerowicz[144]
- „Wieści z Łobeskiego Ratusza”[145]
- „Goniec Powiatowy” – miesięcznik, dodatek do „Tygodnika Łobeskiego” wydawany przez Starostwo Łobez
- „Głos Łobeski” – lata 50. Czwarty numer ukazał się w roku 1952[146]
- „Ziemia Łobeska” – lata 60. Dziesiąty numer ukazał się w roku 1964.

Przedwojenne lokalne wydawnictwa:
- Heimatkreiskalender Kreis Regenwalde – kalendarz powiatowy wydawany w latach 1924–1942, a wydawcą była łobeska drukarnia A. Straube & Sohn
- „Kreis Zeitung”
- „Kreis Blatt”
- „Die Kreiszeitung in Labes”
- „Kreiszeitung für den Kreis Regenwalde”
- „Evangelische Rundschau für Pommern”
- „Blätter für Schulrecht und Schulstatistik”
- „Regenwalder Kreisblatt”, Labes, 1846–1848[149]

## Łobez w nazwie

### Podstrefa ekonomicznaŁobez

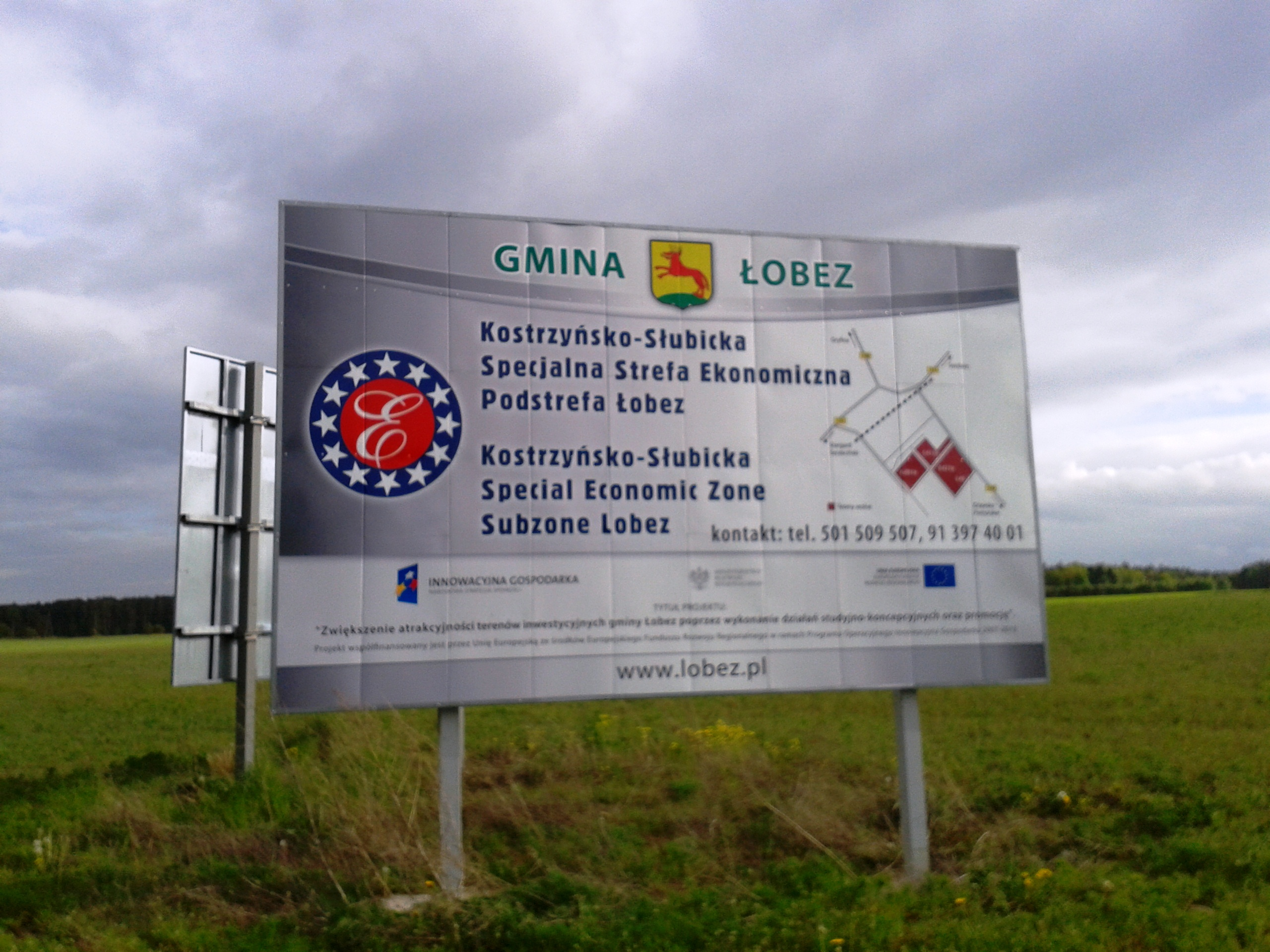
Specjalna strefa ekonomiczna w Łobzie

Podstrefa Łobez to część Kostrzyńsko–Słubickiej Specjalnej Strefy Ekonomicznej, z której została wyodrębniona Rozporządzeniem Rady Ministrów z dnia 28.09.2011 r. (Dz. U. z 2011 r. Nr 220, poz. 1300). Podstrefa ta obejmuje tereny inwestycyjne o powierzchni 24,1976 ha, zlokalizowane przy drodze wojewódzkiej Łobez – Drawsko Pomorskie (ul. Drawska). Władze lokalne przejęły od PKP teren przylegający do bocznicy kolejowej przy linii Berlin–Gdańsk uzbrojony w rampę załadunkową. Przejęcie terenu od PKP S.A. poprawiło możliwość zaopatrywania się przyszłych inwestorów lokujących się w obrębie strefy w surowce oraz ułatwi wywóz towarów drogą kolejową. Możliwy będzie wywóz elementów długich, takich jak np. śmigła dla elektrowni wiatrowych i innych elementów konstrukcyjnych wielkogabarytowych. Linia kolejowa Szczecin–Gdańsk stanowi alternatywną drogę komunikacji dla inwestorów zainteresowanych lokowaniem się w Podstrefie Łobez.

### Ulica Łobeskai miejsca mające Łobez (Labes) w nazwie

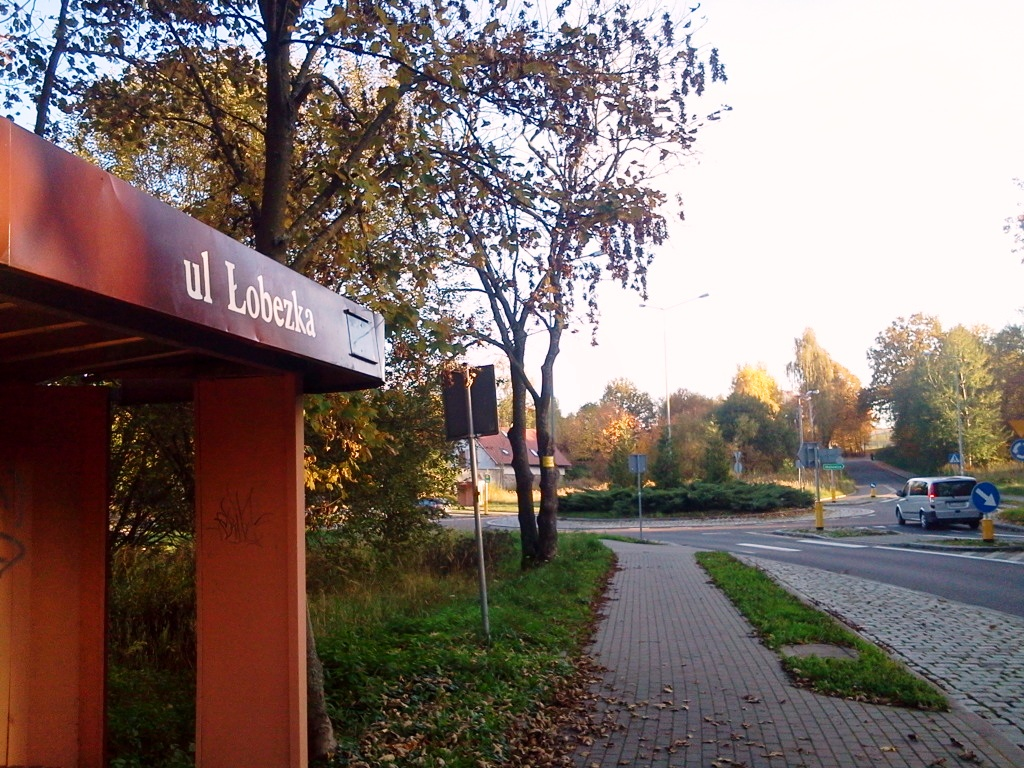
Ulica Łobeska w Płotach

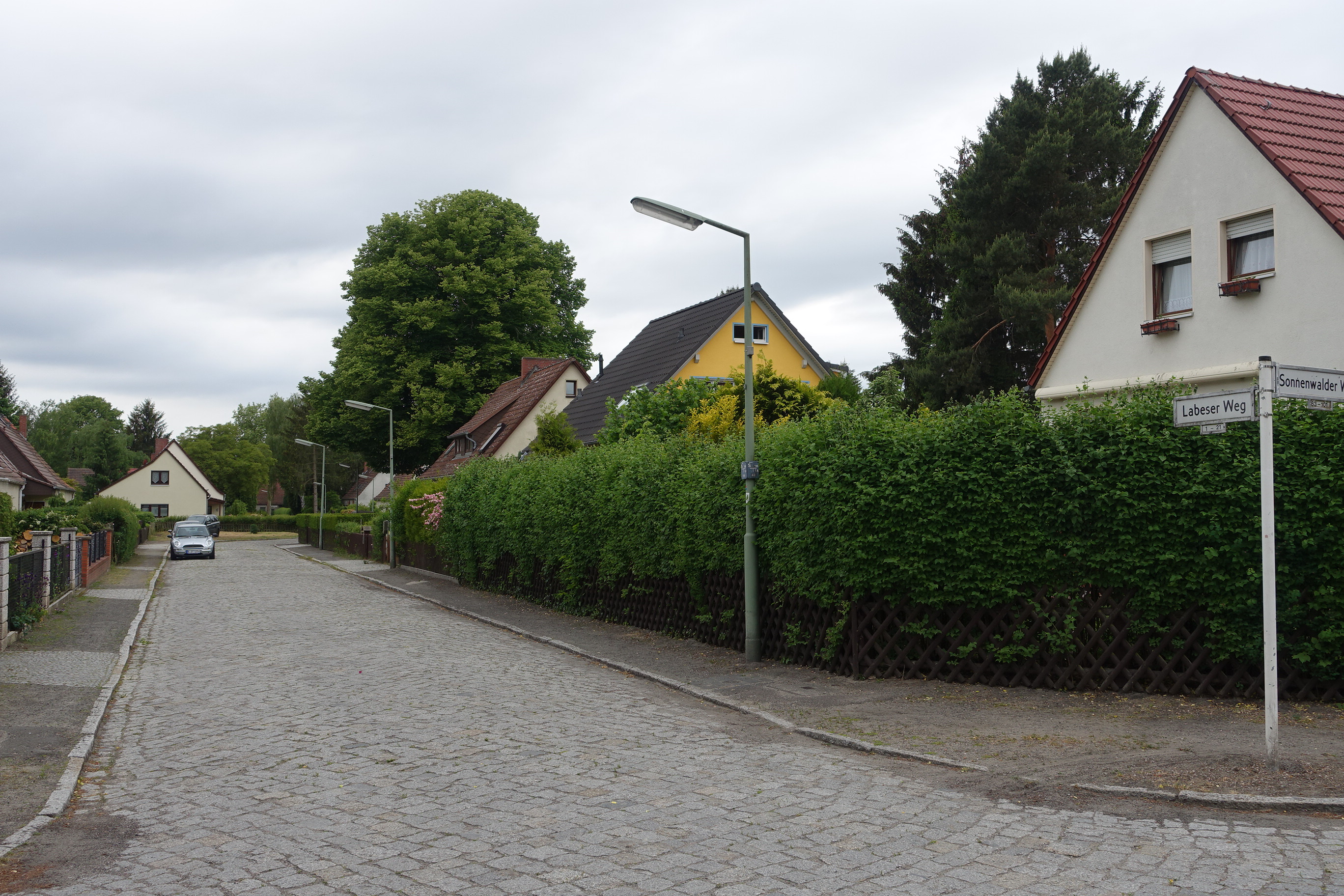
Ulica łobeska (Labeser Weg) w Berlinie

Ulica Łobeska jest w następujących miastach w Polsce
- W Warszawie istnieje od 20 marca 1954 roku w dzielnicy Włochy, poprzez przemianowanie dawnej ulicy Żeromskiego i łączy al. Krakowską z ul. Kazimierza Wielkiego. Ulica liczy zaledwie pięć numerów a jej najstarszy budynek (zarazem najwyższy) z numerem pierwszym, istniał tutaj przed wojną. Nazwę ulicy nadano prawdopodobnie z uwagi na dostarczoną przez Łobez cegłę czerwoną w ilości 1,5 mln sztuk na powojenną odbudowę Warszawy, Łodzi i Włocławka.
- W Poznaniu istnieje od roku 1996 w dzielnicy Ławica (kierunek Skórzewo). Ulica jest bez przejazdu i swój początek bierze od ul. Złocienieckiej.
- W Płotach ulica ta istnieje od roku 1986, ale pisownię ma obowiązującą do roku 1964[152] (ul. Łobezka). Łobezka jest ulicą powiatową i stanowi ona wjazd do Płotów z kierunku Łobza.
- W Świdwinie ulica łobeska (Labeser Straße) istniała do roku 1945 i była to ulica wylotowa z miasta w kierunku na Łobez[153].
- W Drawsku ulica łobeska (Labeser Straße) istniała do roku 1945 i była to ulica wylotowa z miasta w kierunku na Łobez[154].

Ulice mające Łobez (Lobes) w nazwie poza Polską:
- Ulica Labeser Weg znajduje się w Berlinie w dzielnicy Heiligensee (kiedyś Reinickendorf) od dnia 25.08.1939 r. i ma 21 numerów. Nazwę nadano z uwagi na słynne na całym Pomorzu Pantofle łobeskie. Ulica istnieje też obecnie[157][158].
- Ulica o nazwie Lobezská znajduje się w Pilźnie (Czechy),
- Ulica Les Lobes znajduje się w miejscowości Bazolles, Francja,
- Ulica Rue des Lobes znajduje się w miejscowości La Couture (Pas-de-Calais), Francja,
- Ulica parkingowa Caminito Lobes znajduje się w San Diego (Kalifornia, Stany Zjednoczone).

Miejsca na Świecie posiadające Łobez (Labes) w nazwie:
- Park o nazwie Lobezský park, Pilzno-Plzeň 4, Czechy,
- Potok o nazwie Lobezský potok, Powiat Sokolov, Czechy,
- Jezioro Lobes ezers, Łotwa,

### Łobeskie Bractwo Kurkowe
Łobeskie Bractwo Kurkowe (Labeser Schützengilde) zostało założone przez ród Borcke w roku 1400 i było najstarszym na Pomorzu Zachodnim bractwem kurkowym. Ród ten będący w stałym konflikcie z książętami pomorskimi i Zakonem krzyżackim w ten sposób chciał zabezpieczyć się przed ponownym zniszczeniem zamków w Łobzie i w Strzmielach. Dodatkowo na prośbę rodu Borcke król polski Władysław II Jagiełło obsadza Łobez w roku 1404 polskim wojskiem. Ród Borcke bierze udział w Bitwie pod Grunwaldem po polskiej stronie.

### Łobeskie Lapidarium
Powstało na początku lat 90. wraz ze Ścianą Pamięci „Tym, którzy żyli na tej ziemi”. Inicjatorami jego powstania byli Lidia Lalak-Szawiel i Czesław Szawiel, którzy znalezione fragmenty nagrobków z byłego cmentarza niemieckiego systematycznie ustawiali w jednym miejscu przed bramą obecnego cmentarza. Lapidarium poświęcone jest pamięci byłych mieszkańców miasta Łobez (Labes). Pamięci 208 mieszkańców Łobza, którzy zginęli w I wojnie światowej (Pomnik Rolanda), pamięci Tych, którzy zginęli na II wojnie światowej i pamięci Tych z lat 1945–1947 podczas wysiedlenia. W roku 2018 łączną liczbę łobeskich ofiar II wojny światowej i okresu wysiedlenia (1939-47) ustalił Siegfried Hannemann weryfikując wcześniejsze ustalenia, 845 osób.

### Łobeski Kopiec i Pomnik Rolanda
Kopiec usypany w czynie społecznym w latach 20. XX w. przez mieszkańców miasta Labes (obecnie Łobez), który wraz z ustawionym na nim pomnikiem Rolanda miał uczcić pamięć mieszkańców miasta poległych na I wojnie światowej.

### Kalendarz Łobeski
Kalendarz powiatowy, Powiat Regenwalde (obecnie Powiat łobeski), wydawany w latach 1924–1942. Kalendarz był zbiorem podstawowych informacji kulturalnych, historycznych i społeczno-politycznych o miejscowościach i miastach (Łobez, Resko, Płoty, Węgorzyno) należących do powiatu, informacji powiatowych i regionalnych z Pomorza Zachodniego.

### „Listy Łobeskie”
Niemiecki biuletyn heimatowy wydawany przez byłych mieszkańców Łobza, a od 1997 przez związek Heimatgemeinschaft der Labeser. Biuletyn był finansowany z dobrowolnych składek i rozprowadzany bezpłatnie w Niemczech w środowiskach osób wysiedlonych z Powiatu Regenwalde i w Polsce na terenie Łobza i ziemi łobeskiej do bibliotek i dla osób zainteresowanych.

### „Mosty Łobeskie”
Niemiecki biuletyn heimatowy wydawany w latach 1965–2017 (wcześniej od 1947 bez nazwy lub pod inną) przez byłych mieszkańców Powiatu Regenwalde (obecnie Powiat Łobez) wysiedlonych po II wojnie światowej z ziemi łobeskiej.

### Jasełka Łobeskie
Jasełka Łobeskie (Labeser Krippenspiel) zostały opracowane na początku lat dwudziestych XX w. przez Marię von Bismarck (żonę starosty Łobza – Herberta von Bismarcka) i wystawiane w miejscowym kościele. Były ewenementem na protestanckim Pomorzu i grane były od 1921 r. do II wojny światowej. Jasełka te były ośmioaktowym przedstawieniem słowno-muzycznym w trakcie którego aktorzy recytowali tekst i śpiewali, przy czym wybrane pieśni były śpiewane także wspólnie z wiernymi zebranymi w kościele. Byli mieszkańcy Łobza po wysiedleniu przenieśli tradycję jasełek w okolice Hanoweru, gdzie są one nadal wystawiane.

### Kolęda Łobeska

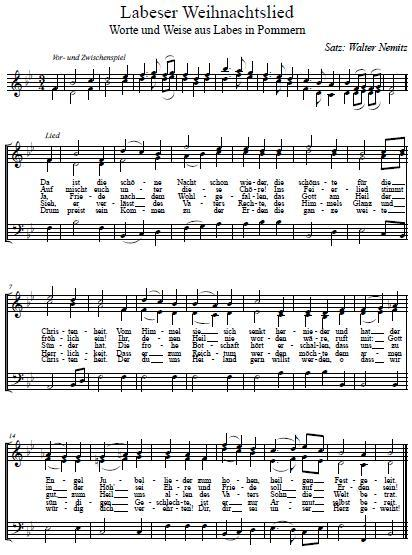
Walter Nemitz: „Kolęda Łobeska”

Kolędę łobeską (Labeser Weihnachtslied) napisał prawdopodobnie Gustav Reichardt (1797-1884) w połowie wieku XIX, prawdopodobnie na zamówienie łobeskiego pastora, niemieckiego poety Gustava Pompe, który mógł być autorem jej słów. Znanym propagatorem tej kolędy był miejscowy nauczyciel, muzyk i dyrygent Gustav Boening w młodości związany ze Słupskiem (autor oratorium Die Bekehrung des Paulus (libretto napisał Albert Heintze)). Kolędę zapisał na nowo z pamięci w roku 1948 były łobeski nauczyciel i muzyk, wielokrotny uczestnik Jasełek Łobeskich, odtwórca roli św. Józefa, Walter Nemitz. Po wysiedleniu z Łobza byli mieszkańcy przenieśli tradycję śpiewania tej kolędy na teren północnych Niemiec, a syn kompozytora, również muzyk, Hartmut Nemitz wprowadził kolędę ojca do obiegu powszechnego i repertuaru adwentowego chórów niemieckich. „Kolęda Łobeska” w formacie MIDI 

### Łobeskie Quempas
Łobeskie Quempas (Labeser „Quem pastores laudavere”) było starą łobeską tradycją bożonarodzeniową porannego głoszenia Świąt Bożego Narodzenia, gdzie starsi chłopcy w liczbie 16, uczniowie miejscowej szkoły dla chłopców (Oberschule-Obertertia), przebrani w białe komże z czerwonymi kołnierzami i mankietami na rękawach (później były całe białe) po porannej mszy o godzinie szóstej z zapalonymi świecami na ręcznych świecznikach, śpiewając kolędy obchodzili mieszkańców głosząc „wesołą nowinę”, na koniec idąc do miejscowego proboszcza na ciasto i kawę. W trakcie mszy chórzyści są podzieleni na cztery grupy w kościele, przed ołtarzem, w dwóch nawach bocznych i na chórze. Kościół jest w tym czasie oświetlony głównie świecami trzymanymi przez śpiewających. Tradycja ta istniała już w Łobzie przed jego elektryfikacją w roku 1898 i jadący pociągiem porannym o godzinie 7:30 widzieli zapalone świeczki na choinkach w łobeskich domach. Prawdopodobnym twórcą tego zwyczaju był Gustav Adolf Reinhard Pompe (1831–1889), niemiecki teolog i poeta, twórca Hymnu Pomorza (Pommernliedes)), który w latach 1861–1872 był miejscowym proboszczem. Tradycja śpiewu Quempas powstała w XV w. i była popularna w Niemczech od wieku XVI. Obecnie w Polsce tradycja śpiewu Quempas jest praktykowana jedynie w miejscowości Miastko.

### Pantofle łobeskie
Pantofle łobeskie były obuwiem drewniano-skórzanym zwanym Schlurren i dały miastu w XVII w. znany na całym Pomorzu przydomek Schlurr Labs (lub Schlurr-Labs, dla mieszkańców Łobza Schlurr-Lobs (ulubiony)). Łobez (Labes) w roku 1680 liczył około 800 mieszkańców w tym aż 40 szewców, którzy wyrabiali słynne na Pomorzu pantofle i mieli swoje święto cechowe w poniedziałek po św. Janie (24 czerwca) organizując pochód przez miasto z herbem cechu (duży drewniany but) i skrzynią cechową. W Berlinie uhonorowano zasługi łobeskich szewców i ich słynne na Pomorzu pantofle nadając w 1939 r. jednej z ulic nazwę Labeser Weg. Ulica ta istnieje do dzisiaj.

### Bilard łobeski
Bilard łobeski (Labeser Krambulage), był popularną w Łobzie w XIX i do poł. XX w. odmianą istniejącego do dzisiaj francuskiego bilardu o nazwie Karambol, do którego stoły sprowadzili stacjonujący tutaj w latach 1806–1808 napoleońscy żołnierze (4 szwadrony francuskich huzarów i XII francuski pułk kirasjerów). Łobeskie zasady tej gry nie zachowały się, ale były takie, że nie dawały szans przybyszom na pokonanie miejscowych. Łobeskim mistrzem tej odmiany bilardu był ksiądz, ojciec Halenorth.

### Jarmark Łobeski
Od poł. XVIII w. w Łobzie organizowano dwudniowy (czwartek i piątek) Jarmark Łobeski, który odbywał się 5 razy w roku i był znany na całym Pomorzu, gdzie podobny zwyczaj przyjął Szczecin dopiero w roku 1788. W pierwszy dzień handlowano bydłem, a w drugi dzień innymi towarami. Terminy Jarmarku Łobeskiego: czwartek przed czwartą niedzielą Wielkiego Postu, w czwartek po św. Świętej Trójcy, 11 dni po Zielonych Świątkach, w czwartek przed św. Jakubem (25 lipca), w czwartek przed św. Michałem (29 września), w czwartek przed pierwszą niedzielą Adwentu (koniec listopada).

### Syrenka Łobeska

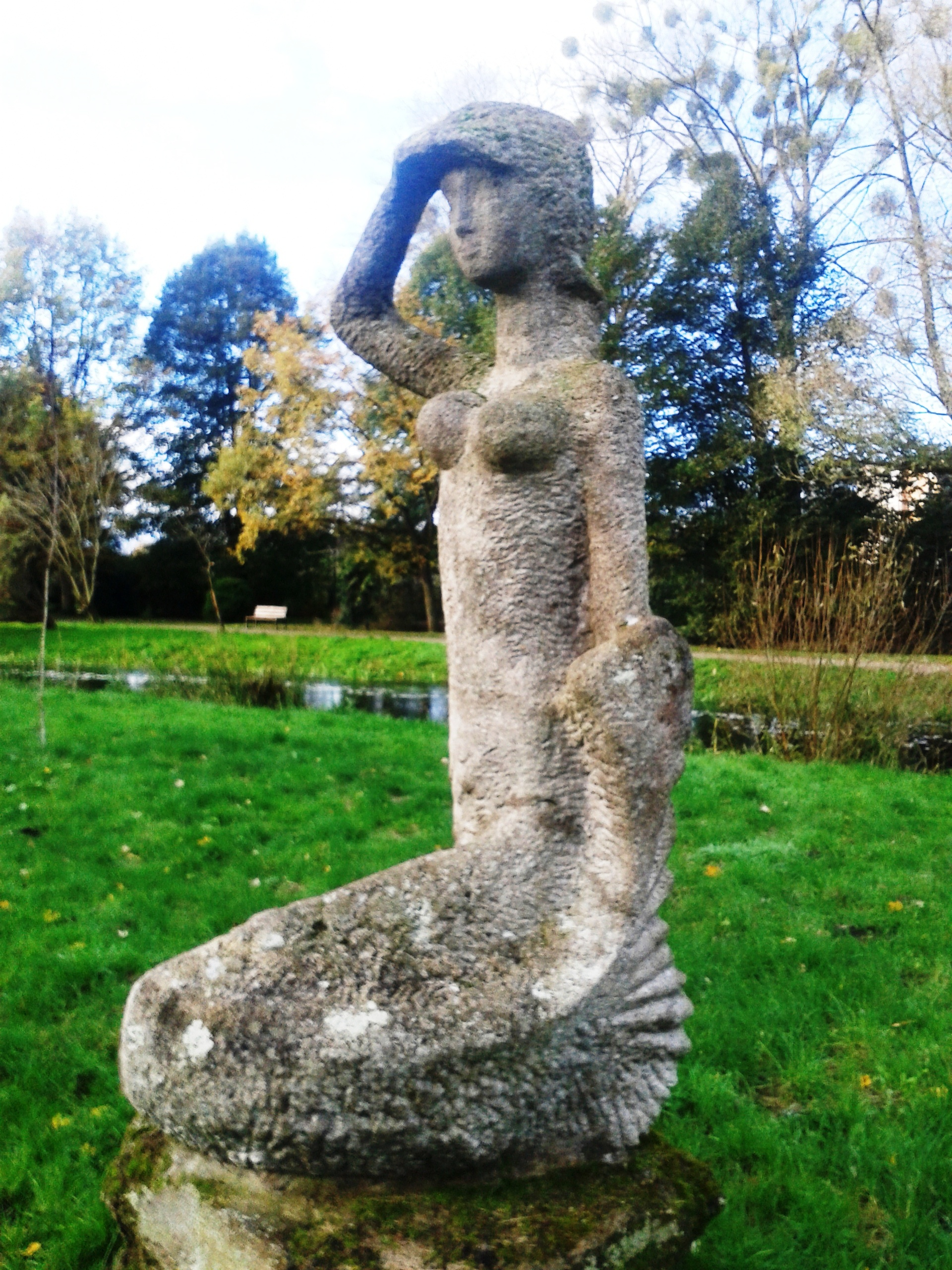
Rzeźba „Syrenka Łobeska”

Syrenka Łobeska to najsłynniejsza z cyklu pięciu rzeźb stojących na promenadzie przy rzece Redze. Rzeźbę tę oraz prace „Dwie Gracje”, „Dziewczynka z gąskami”, „Chłopiec z pieskiem” wykonały Anna Paszkiewicz i Leonia Chmielnik na początku lat 70. w ramach plenerów artystycznych dla młodych polskich artystów, które organizował Łobeski Dom Kultury kierowany w tym czasie przez Lucynę Kilian (1939–1998). W plenerach tych uczestniczył też np. Stanisław Biżek, autor rzeźby (metaloplastyka – miedź) „Pomnik Bohatera Radzieckiego”. Zdjęcia wszystkich rzeźb są dostępne na stronie Wikipodróże: Łobez .

### Łobeskie Spotkania Marynistyczne
W latach 1974–1990 w Łobzie (w roku 1975 w Radowie Małym) odbywały się, ważne dla życia literackiego regionu, cenione też w kraju, propagujące tematykę morską Łobeskie Spotkania Marynistyczne. Były one cenną inicjatywą Łobeskiego Towarzystwa Kultury w czasie obchodów XXX lat PRL, gdzie głównym organizatorem imprezy był miejscowy dom kultury, kierowany w latach 1973–1994 przez Lucynę Kilian (ur. 1939 w Ratoszynie, zm. 1998 w Łobzie). W spotkaniach tych brali udział następujący pisarze: Wiesław Andrzejewski, Henryk Banasiewicz, Piotr Bednarski, Zbigniew Brzozowski, Mariusz Czarniecki, Czesław Czerniawski, Bogdan Czubasiewicz, Eugeniusz Daszkowski, Ryszard Dżaman, Lesław Furmaga, Józef Gawłowicz, Leon Grzybowski, Jerzy Jasiński, Piotr Jaworski, Jerzy Jurczyk, Ireneusz Gwidon Kamiński, Zbigniew Kosiorowski, Marek Koszur, Waldemar Kotowicz, Marian Kowalski, Józef Krzyżanowski, Joanna Kulmowa, Krystyna Łyczywek, Jerzy Mazurczyk, Adolf Momot, Danuta Nalewajko, Jerzy Pachlowski, Andrzej Przypkowski, Wiesław Seidler, Andrzej Turczyński, Aleksander Walczak, Eugeniusz Wasilewski i Stanisław Wasyl.

### Łobeska Baba Wielkanocna
Współczesną odmianą Jarmarku Łobeskiego jest obecnie w Łobzie jednodniowa, powiatowa impreza kulturalno-handlowa o nazwie Łobeska Baba Wielkanocna, gdzie można np. kupić i spróbować wielkanocne wyroby kulinarne (np. kół gospodyń wiejskich) biorące udział w konkursach, kupić i obejrzeć wyroby okolicznych rzemieślników, obejrzeć korowody, występy okolicznych zespołów ludowych i jest tam wiele innych atrakcji.

### Łobziuki
Łobziuki – Parasol dla kultury, to powiatowa impreza kulturalna. To całodniowy w dużej części plenerowy (park miejski), festyn rodzinny i jarmark rozmaitości zarazem. W trakcie imprezy okoliczni kolekcjonerzy i twórcy (np. pisarze, malarze, rzeźbiarze, fotograficy) prezentują swoje prace, a dzieci i dorośli uczestniczą w warsztatach twórczych (np. ceramicznych, masy solnej, filcowania, gry na instrumentach, czerpania papieru, biżuterii z modeliny, wyplatania wikliny, kulinarnych, fotograficznych i graffiti) i mogą zaprezentować swoje talenty na scenie przy Łobeskim Domu Kultury lub obejrzeć występy zawodowych zespołów. Pierwsze Łobziuki odbyły się 28 września 2013 r. Organizator imprezy jest wyłaniany w konkursie, ogłaszanym przez Zarząd Powiatu, dla organizacji pozarządowych. W 2013 r. konkurs wygrała Lokalna Organizacja Turystyczna Powiatu Łobeskiego i otrzymała 20 000 zł dotacji na organizację imprezy.
W kolejnych latach impreza ma odbywać się w czerwcu, razem z Koncertem Laureatów Powiatowych Przeglądów Amatorskiego Ruchu Artystycznego. W 2014 roku Łobziuki odbędą się 21 czerwca.

### Smok Powiatu Łobez

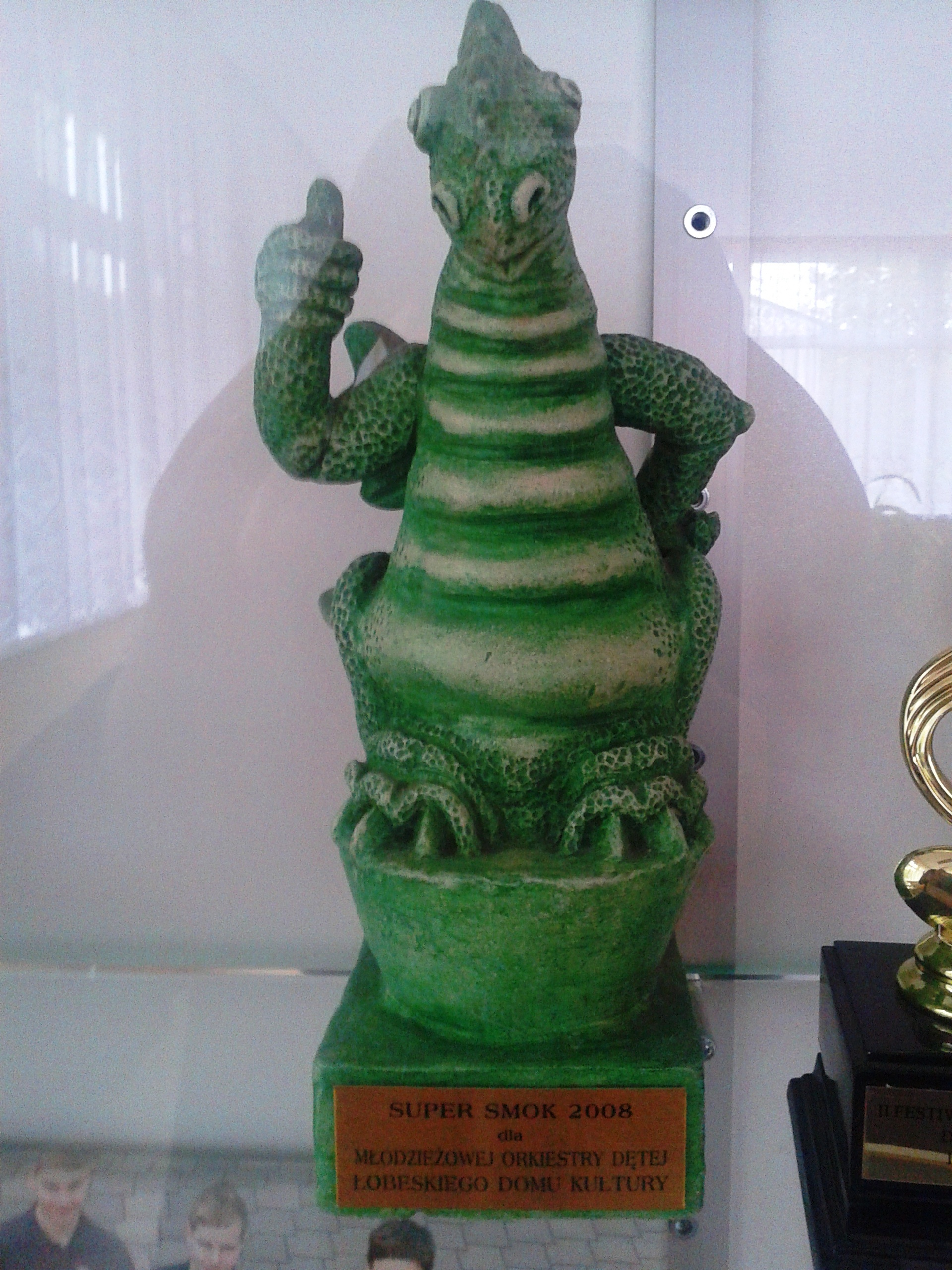
Smok Powiatu Łobez

Smok Powiatu Łobez jest nagrodą specjalną starosty łobeskiego, która jest wręczana na
uroczystej gali, po której organizowany jest bal. Nagroda ta jest jednym z elementów promocji, zapisanych w strategii powiatu i polega na honorowaniu cennych inicjatyw lokalnych. Ustanowiono ją 7 stycznia 2004 r. uchwałą zarząd powiatu łobeskiego w sprawie ustanowienia Nagrody Specjalnej Starosty Łobeskiego dla osób i przedsiębiorstw, których działalność i wyniki promują powiat na arenie wojewódzkiej i ogólnopolskiej. Nagroda ta przyznawana jest w następujących kategoriach:
- Rozwój Gospodarczy
- Oświata i Wychowanie
- Działacz Społeczny
- Kultura i Sztuka
- Sport i Turystyka
- Super Smok – dodatkowa kategoria dla osób, które szczególnie zasłużyły się dla powiatu łobeskiego, a ich działalność nie mieści się w pozostałych kategoriach lub obejmuje więcej niż jedną z nich[200].

### Zasłużony dla Powiatu Łobeskiego
Tytuł i odznaczenie będące zaszczytnym honorowym wyróżnieniem osób fizycznych, osób prawnych, instytucji i organizacji, za wybitne zasługi na rzecz rozwoju Powiatu Łobeskiego ustanowiony w roku 2016.
Lista uhonorowanych:
- 2016: Halina Szymańska, Antoni Gutkowski, Adam Szatkowski, Wiesław Biernacki, Tadeusz Jóźwiak, Jan Michalczyszyn, Józef Wypijewski, Leszek Kaczmarek, Jan Olszewski, Marek Romejko.
- 2017: Zdzisław Bogdanowicz, Teresa Bas, Stanisław Buczek, Józef Drozdowski, Andrzej Gradus, Zofia Krupa, Marek Kubacki, Józef Lewandowski, Janusz Łukomski, Zespół Szkół Publicznych w Radowie Małym.

## Miasta partnerskie
- Affing[204]
- Kiejdany
- Paikuse
- Svalöv
- Wiek
- Guča

## Łobez w obiektywie

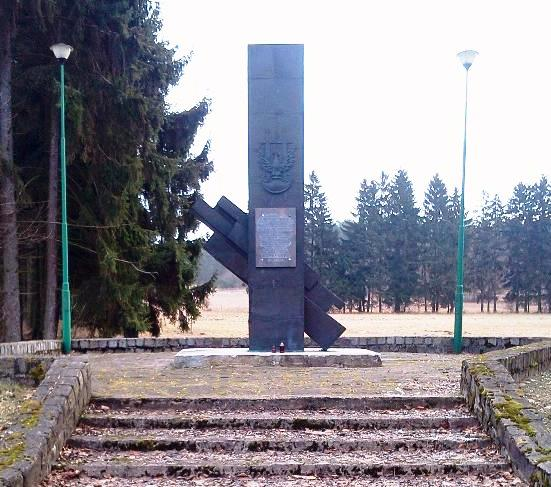
Pomnik pamięci żołnierzy LWP i Armii Czerwonej w Świętoborcu
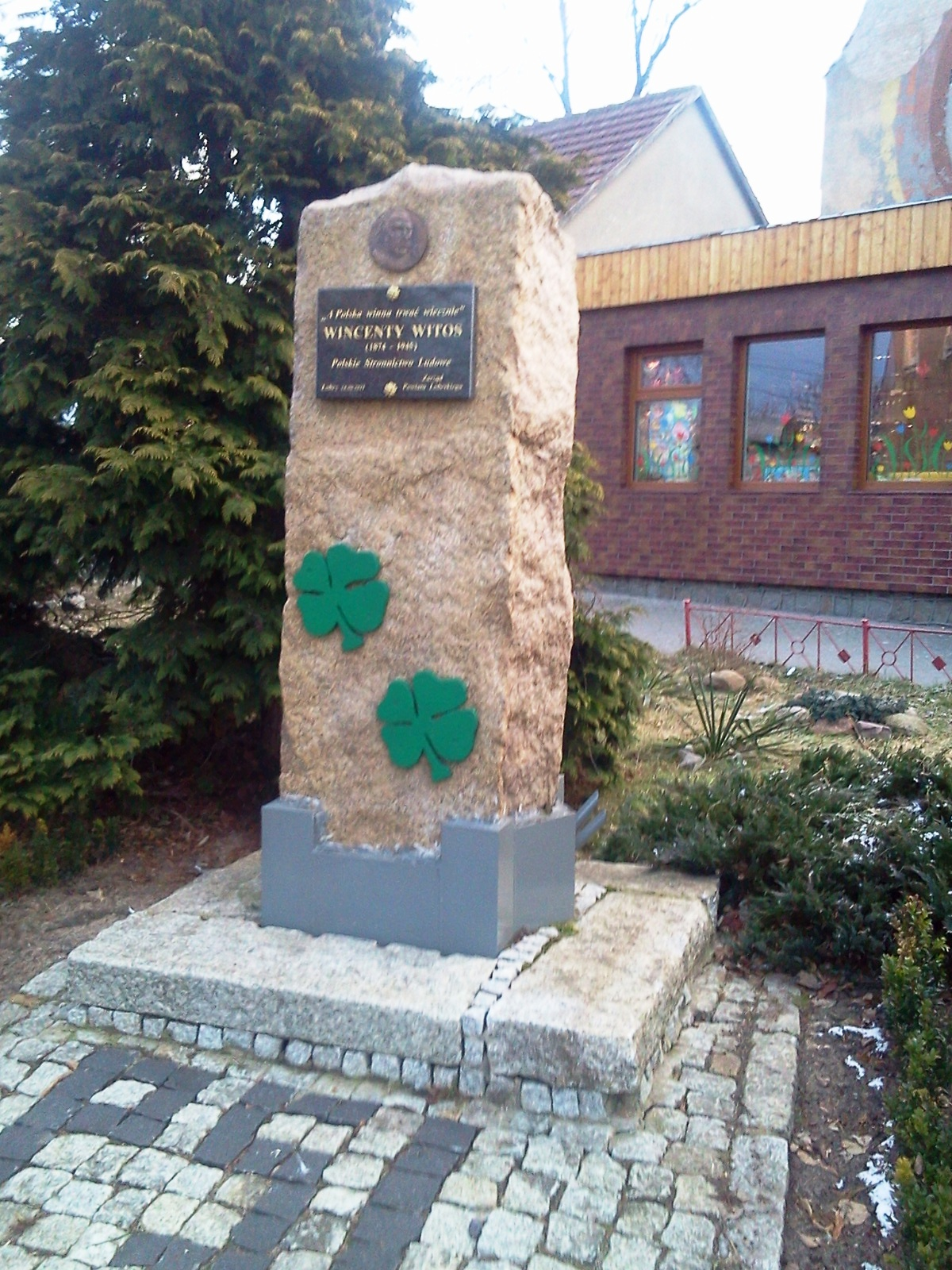
Łobez – tablica pamiątkowa (Wincenty Witos)
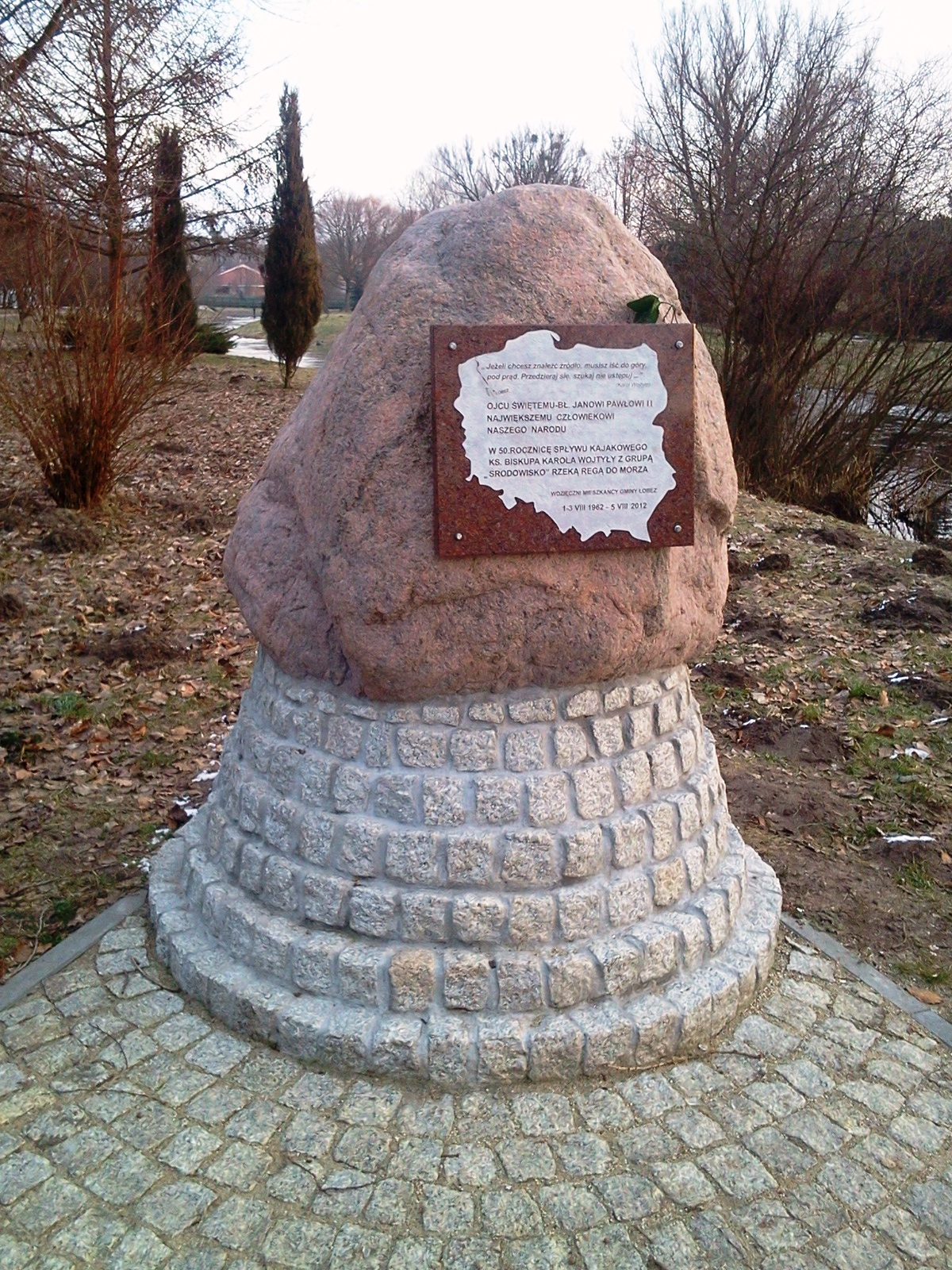
Kajakowy Szlak Papieski w Łobzie
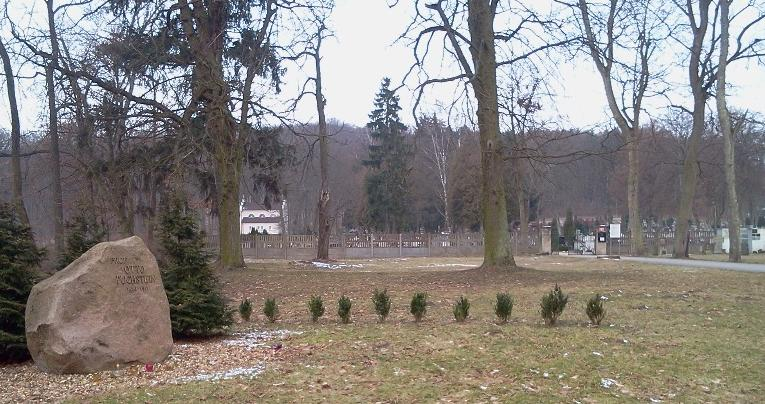
Cmentarz w Łobzie – widoczny kamień pamięci, lapidarium i kaplica
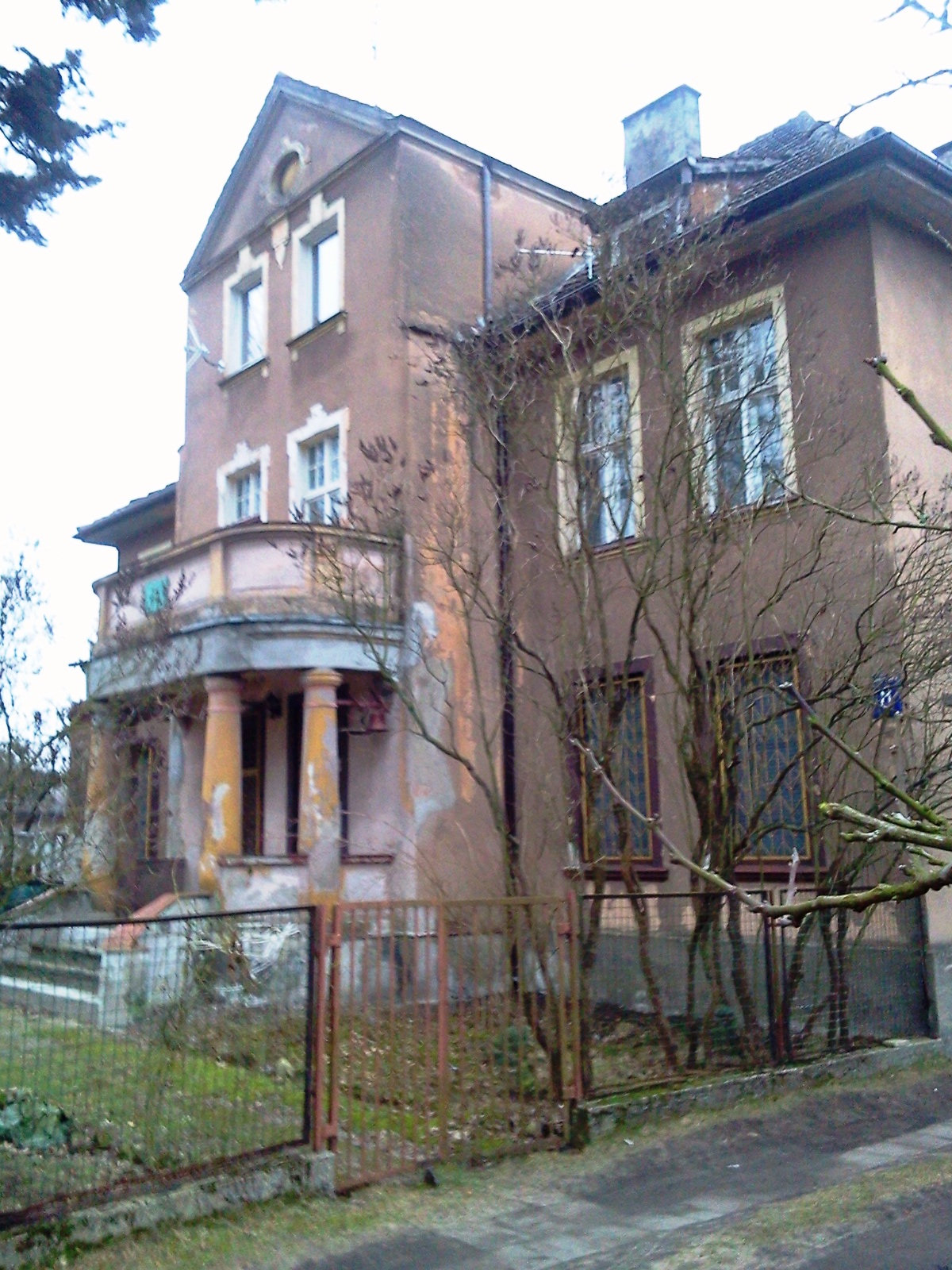
Cerkiew prawosławna św. Jerzego
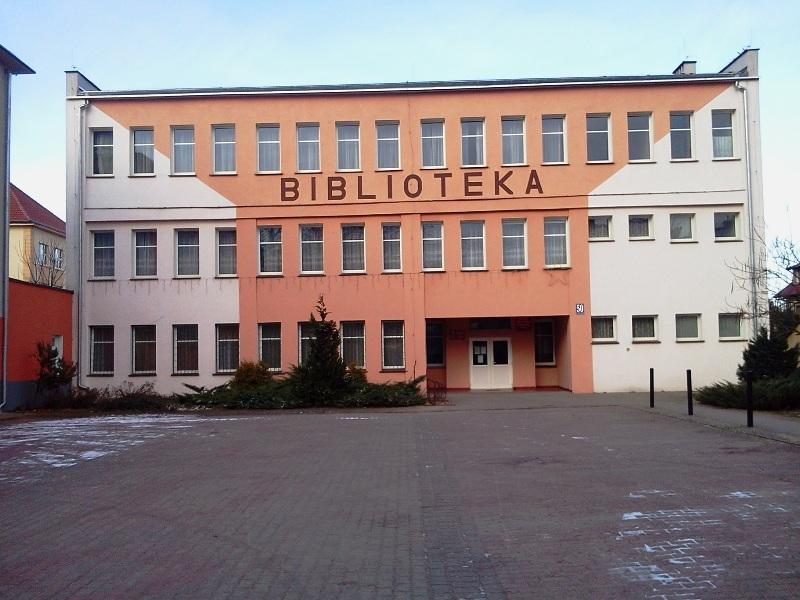
Miejska Biblioteka Publiczna w Łobzie
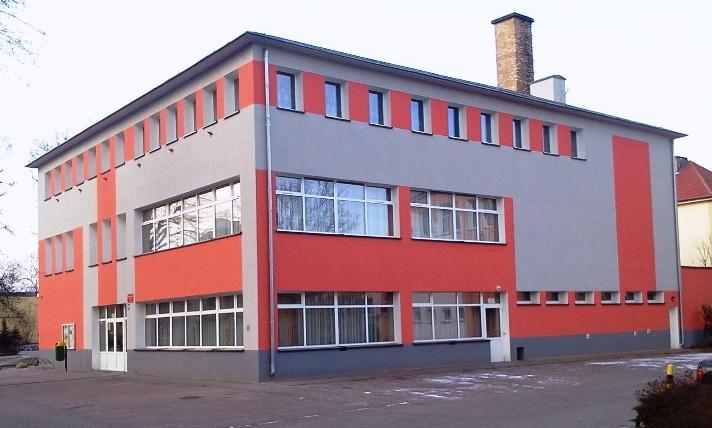
Łobeski Dom Kultury
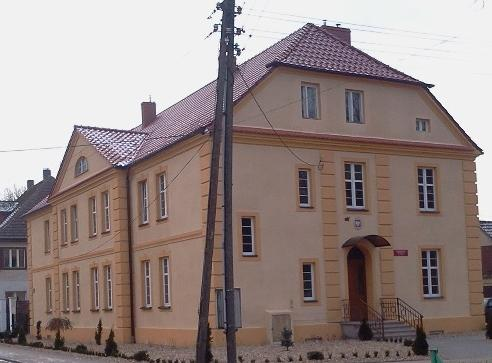
Prokuratura Rejonowa w Łobzie
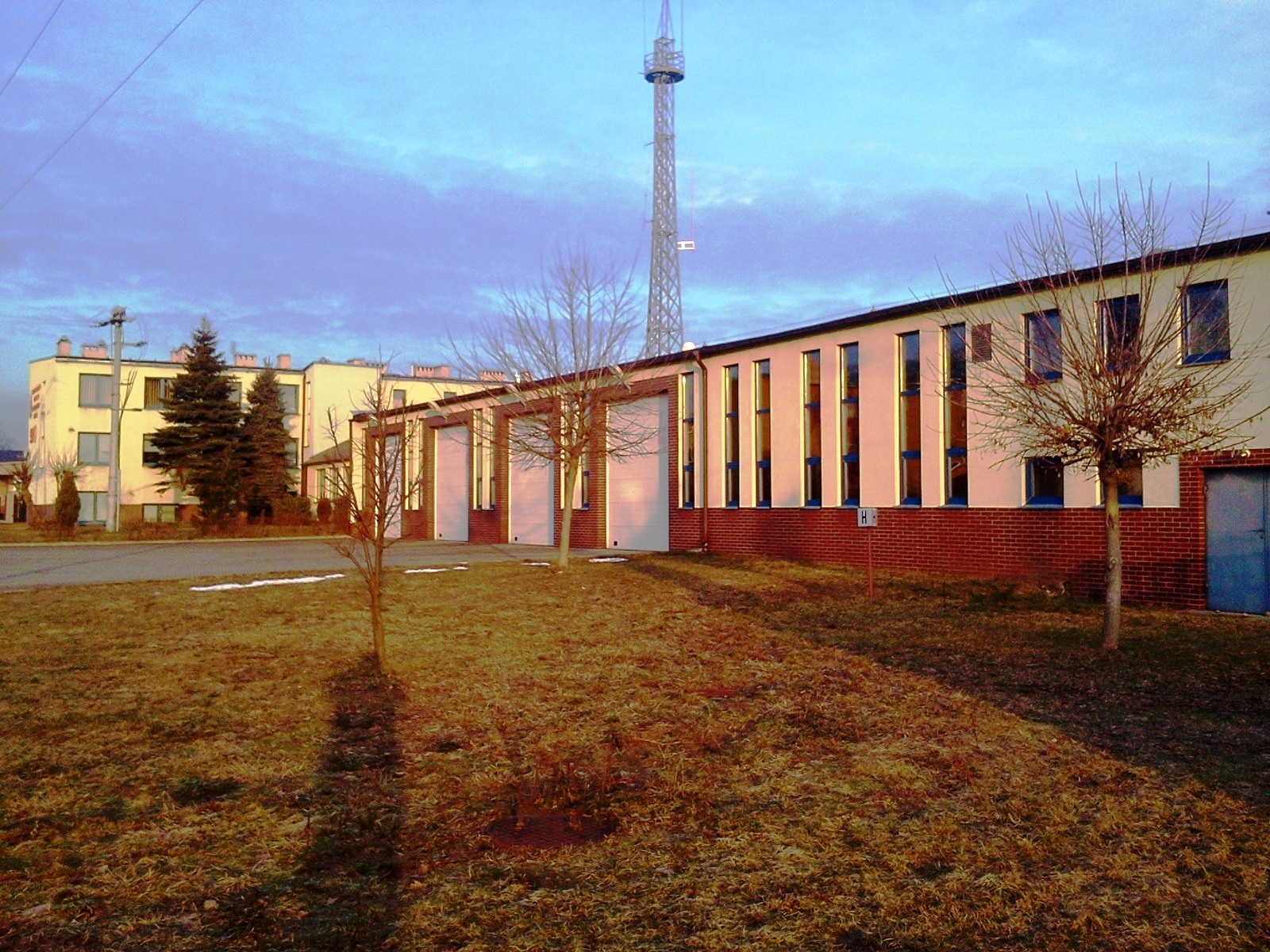
Komenda Powiatowa Państwowej Straży Pożarnej w Łobzie
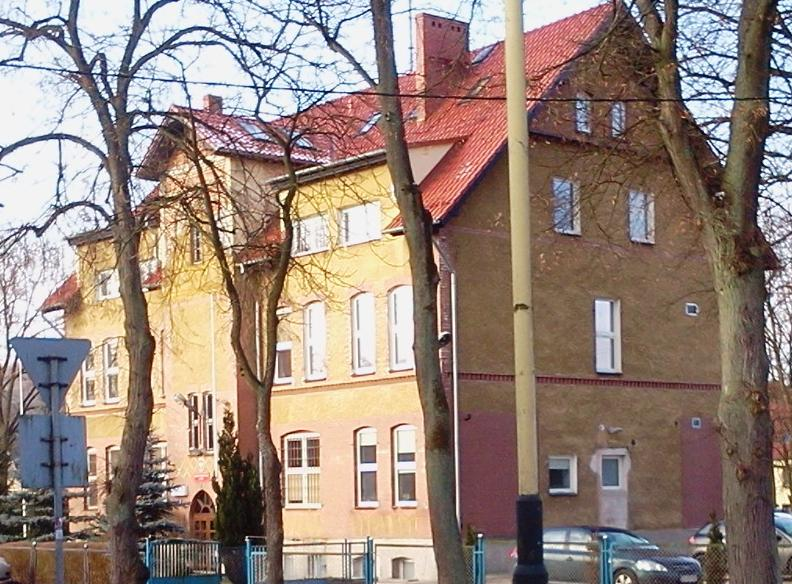
Komenda Powiatowa Policji w Łobzie
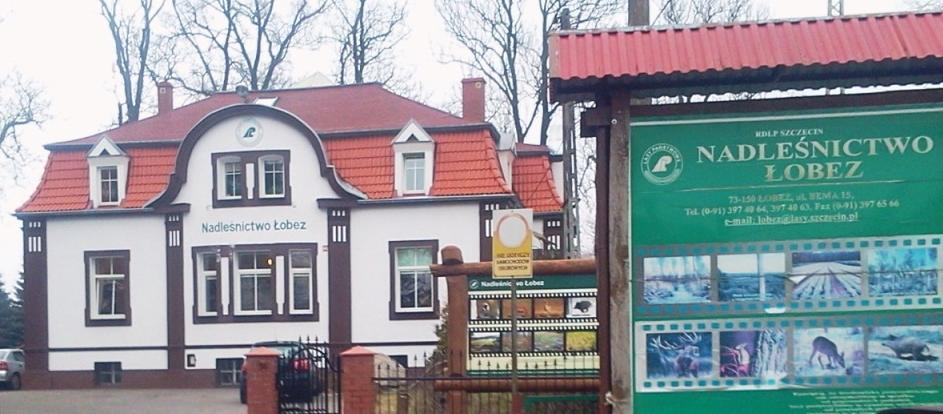
Nadleśnictwo w Łobzie
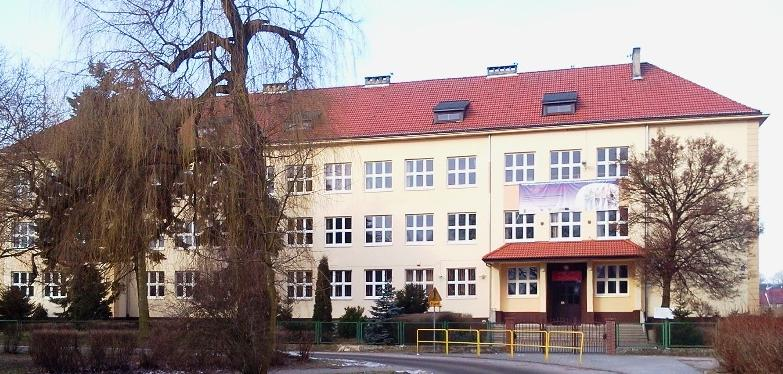
Zespół Szkół im. T. Kościuszki w Łobzie
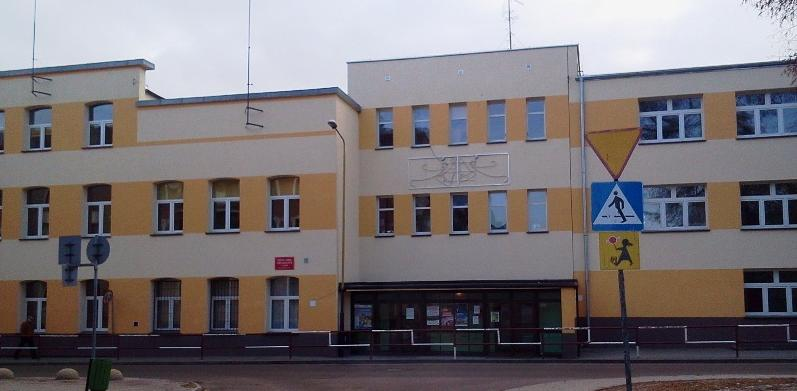
Zespół Szkół Gimnazjalnych im. Adama Mickiewicza w Łobzie
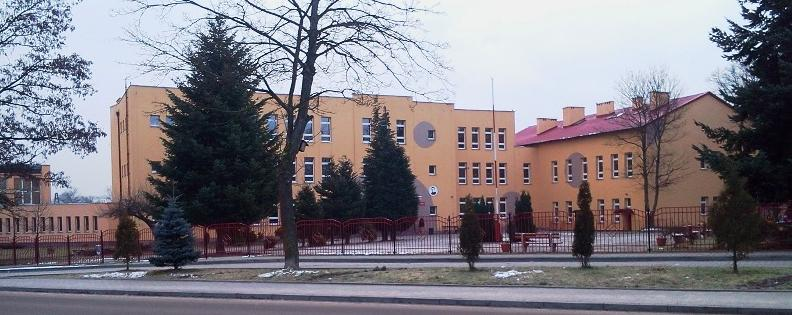
Szkoła Podstawowa nr 1 im. Marii Skłodowskiej
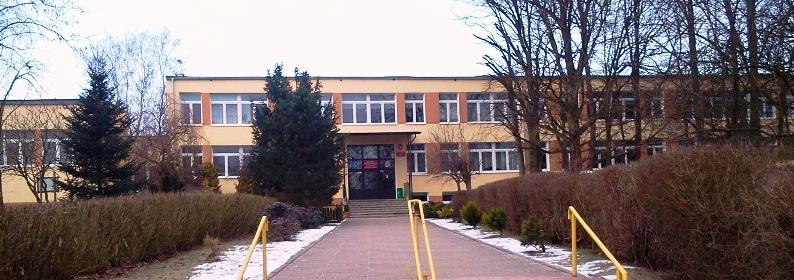
Szkoła Podstawowa nr 2 im. Mikołaja Kopernika
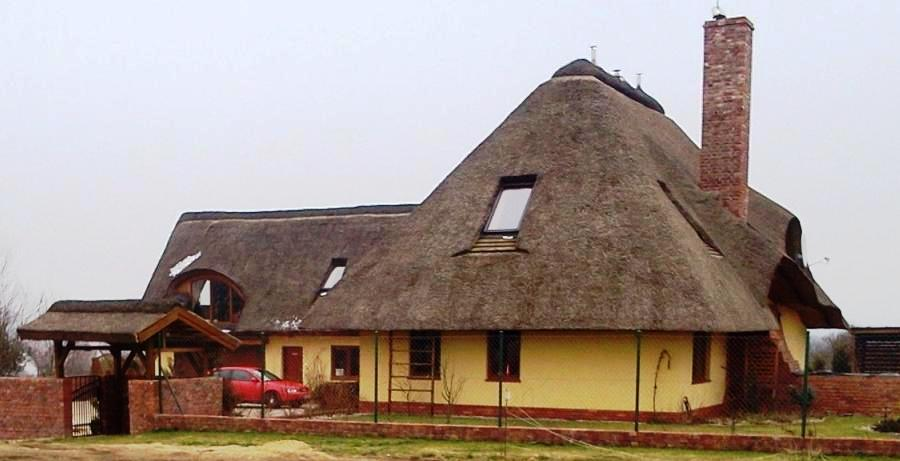
Strzecha w Łobzie
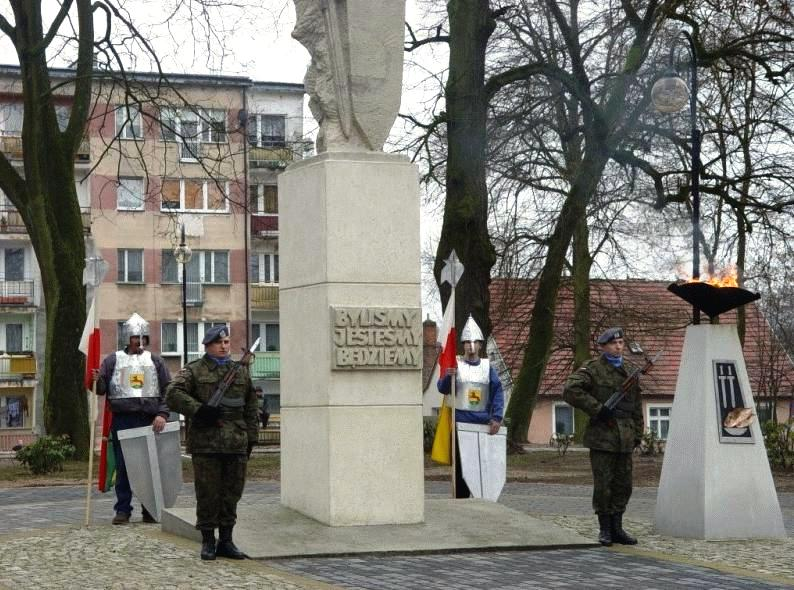
Rocznica wyzwolenia Łobza, 03.03.2009
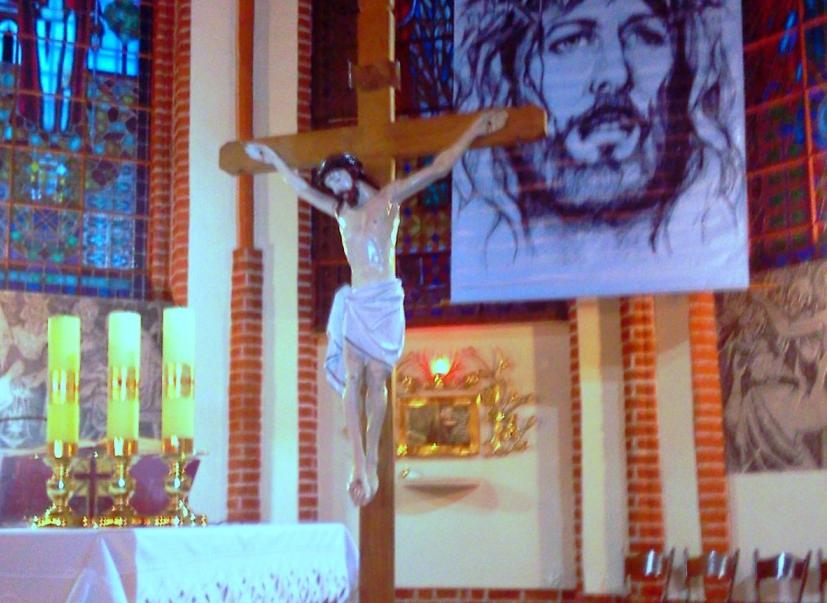
Wnętrze kościoła